# 配線用差込接続器
配線用差込接続器（はいせんようさしこみせつぞくき）とは、電気機器に電力を供給するためのコネクタのことである。
「差込プラグ」「コンセント」「コードコネクタボディ」「テーブルタップ」の総称。

## 概要
コンセント、コードコネクタボディ、マルチタップを総称して「差し込み口」または「プラグ受け」という。
差込プラグ（英: plug）
導体となる刃と絶縁物で覆ったコードなどとの接続部などから構成される電気器具である。これを手に持って差し込み口に抜き差しする。単にプラグともいう。
誤って「コンセント」と呼称される事例が多く見受けられる。
コンセント（米: Alternating Current outlet または AC outlet、英: plug socket）
建物の中の壁面や床面などに設置されている電気器具。一般的な家電製品は、これにプラグを接続して電力を受け取る。
ちなみに、コンセントは和製英語である。明治時代に販売されていた「concentric plug（同心構造のプラグ）」という名称の製品に由来している。
イギリス英語では「plug socket」というが、日本語で単に「ソケット」と言った場合は、電球に備え付けられているコネクタのみを指す。なお、この場合のソケットは、英語では「light socket」と呼ばれる。
コードコネクタボディ（英: cord connector）
差込接続器のプラグ受の一種で、刃受、コード(キャブタイヤケーブルを含む。)接続部などをもち、コードの延長接続を行うもので、固定しないで使用するもの。つまり、口数を増やさない延長コードのメス側の部品である。
マルチタップ（英: multiple tap）
差込接続器のプラグ受の一種で、刃受(二口以上)及びコード(キャブタイヤケーブルを含む。)接続部又は刃から構成され、一つのコンセント又はコードから二つ以上の分岐接続が出来るもので、固定しないで使用するもの。
コード接続部ではなく電源用刃を持つものを差込式マルチタップ(三角タップやトリプルタップ、コーナータップなど。)という。
対して、コードを接続するものをコード接続式マルチタップといい、卓上などに置いて使用する目的のテーブルタップ、コードで吊り下げて使用する目的のペンダント型マルチタップがある。
厳密にはマルチタップにはコードやプラグは含まれないが、一般にテーブルタップという名称で売られている商品にはコードとプラグも一体で射出成型されているものも多い。

## 形状

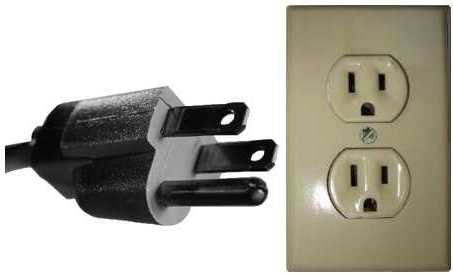
アメリカで一般的なアース付のタイプB

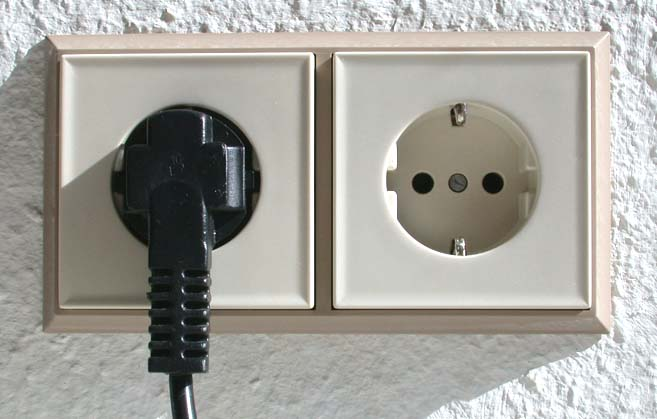
欧州などで使用されている埋込形の差し込み口。タイプF

国によって形状は異なっており、日本の一般家庭やオフィスなどに引き込まれている、単相交流100ボルト用のものでは、細長い差し込み口が2つのものが主流で、左側の差し込み口の方が少しだけ幅広になっている（左側が9ミリメートル、右側が7ミリメートル）。少し幅広の端子を接地側とするのが正しい接続法である（JIS C 8303 2極コンセント 15A 125V）。
かつてはこの接続方法を誤って逆に接続したことが原因で機器に故障が生じることが多く、接地側を明らかにするため電気用品取締法（電気用品安全法の前身）に、差し込み口の長さについての規定を設けて現在に至っている。なお「現在は機器の改良が進み、逆に接続しても位相が反転するだけなので、通常使用では意識する必要はなくなっている」という見解も見られる。
ただし制御回路が内蔵される大電力機器（オイルヒーターなど）の無極性プラグを逆に差し込んでトラブルになる例は現在でも少なくなく、スイッチで開閉する極は全極もしくは、非接地側（活線）のみであるとは日本工業規格（JIS C 4526-1 3.4.9全極遮断）等で規定されており、電源スイッチが片切スイッチであれば正しい向きで差し込む必要がある。
またオーディオ機器等、位相が機器の性能に大きく影響する電気機器については、接地側の端子を非接地側よりも縦長にして、逆差しを物理的に防ぎ、位相が異ならないようにしている。

## 日本産業規格

### 種類
JIS C 8303-1993に規定されているものは以下の通り
- 抜止形
- 引掛形
- 露出形 : 差し込み口の無かった部屋に新たに差し込み口を設ける場合、壁内部に隠蔽するには一時的に壁を撤去し配線の後に壁を復旧する必要があり時間と費用がかさむが、安価に差し込み口を必要とする際には電気配線および器具を壁面に露出してステップル、若しくはモール等で壁面に固定する形態をいう。
- 埋込形 : 新築の建物ではあらかじめ差し込み口を必要とする位置や個数、型式などを設計段階で検討し、配置計画を行なう。この際、美観上や保守、耐用年数等の観点から壁面内に電線用の配管や配線を行ない器具を壁面と同一面に取りつけ、器具が露わにならない形態をいう。
- 連用形 : いわゆる連用枠に取り付けられるもの。
- 線ぴ用 : 屋内配線用合成樹脂線ぴにはめ込み固着できるコンセントのこと。
- 防水形 : 配線に防水してあり、屋外で雨水などがかかる場所で使用できる構造のもの。以下の2つに分かれる。
  - 防浸形
  - 防雨形
- 普通型 : 防水型に対するもの。屋内形。
- 扉付 : 刃受穴を自動的に遮蔽できる扉を持つもの
- パイロットランプ付
- アースターミナル付 : 接地線(アース)の接続端子(ターミナル)（接地用端子）を持つもの。接地極付という意味ではない。
- 栓刃可動形
- それ以外の区別
  - 漏電遮断器付 : 差込接続式漏電遮断器として、JIS C 8371 漏電遮断器(ブレーカー)で規定されている。
  - タイマー付 : 特殊用途品としてJIS C 8303-1993では規定されていない。

2つの差し込み口の下に、接地極用の丸い差し込み口を設けている接地極付コンセント（アース付差し込み口、アース付コンセントともいうが、接地端子付コンセントと混同されることがある）がある（JIS C 8303 2極接地極付コンセント 15A 125V）。計3つの穴が開いたもののことで、3芯または3穴（けつ）ともいわれる。なお、コンセントのオス（プラグ）側がアース付コンセントで、メス（ジャック）側が通常のコンセントの場合はアース端子が邪魔になり差すことができない。この場合は変換アダプタが必要となる。
動力用の三相3線式200V用には、接地極用を含めて4つの差し込み口を持つものもある（JIS C 8303 3極接地極付コンセント 15A 250Vなど）。
アース端子は日本国内で正しく施工されている場合はD種接地（100Ω以下）に接続される。

一般的な家庭用100Vコンセント（JIS C 8303 2極コンセント 15A 125V）平行型
OA機器・白物家電等の設置箇所に使われるアース付100Vコンセント（JIS C 8303 2極接地極付コンセント 15A 125V）平行型
エアコン設置箇所等に用いられる大容量100Vコンセント（JIS C 8303 2極接地極付コンセント 20A 125V）IL型・平行型共用
200Vエアコン設置箇所等に用いられる単相200Vコンセント（JIS C 8303 2極接地極付コンセント 20A 250V）エルバー型
200V IHヒーター設置箇所等に用いられる単相200Vコンセント（JIS C 8303 2極接地極付コンセント 30A（小型） 250V）

### 類似するもの
- シーリングローゼット : 天井に取り付けて照明器具の電源を接続し、主として照明器具を吊り下げるもの。JIS C 8310で規定。
- ライティングダクト : JIS C 8366で規定。
- 電気器具用差込接続器（英語版） : 電気器具と器具コードを接続するもの。JIS C 8358などで規定[注釈 1]。

### 接地極付コンセントの施設
コンピューターなどの電子機器や大容量電化製品の家庭への普及、および北米やヨーロッパ諸国などで既に接地極付とすることが義務づけられている状況を踏まえ、内線規程3202-3の改訂により、新築住宅等においては利用局面を問わず家庭内の全てのコンセントを接地極付きとすることが、2005年より「推奨事項」、2022年より「勧告事項」に引き上げられ、接地極付きとすることが求められている。
- 電気洗濯機、衣類乾燥機、電子レンジ、電気冷蔵庫、食器洗い機、冷暖房機（冷房機）、温水洗浄式便座、電気温水器、自動販売機に使われるコンセントは接地極付コンセントとすることが義務付けられており、またアース線をネジ留めすることもできるよう接地端子を併設することが推奨されている。
- 屋側の雨線外または屋外、台所、厨房、洗面所、便所に設置するコンセントは接地極付コンセントとすることが義務（2022年改訂により勧告から引き上げ）とされ、接地端子を併設することが推奨されている。
- その他一般に、住宅に設置するコンセントは接地極付コンセントとすることが勧告されている。
- 住宅に設置する200V用コンセントは接地極付コンセントとすることが義務付けられている。
- 住宅以外に設置する200V用コンセント、医療器具用のコンセント、単相3線式分岐回路に用いる100/200V併用コンセントは接地極付コンセントとすることが勧告されている。

### 演出空間で用いられる差込接続器
劇場等演出空間電気設備指針、演出空間仮設電気設備指針では、安全性確保の観点から、接地極付の配線用差込接続器を使うよう定められている。したがって、1999年以降に建設、改修された設備については、すべて接地極付のものが使われていることになっている。
施設、業者によっては、これまでの2極のコネクタを接地極付のものに取り替えただけで、接地線を配線していない例もあり、注意が必要である。
- JIS C8303-1993（配線用差込接続器）に規定されているもの
  - 2極15A 125V
  - 2極接地極付15A 125V
    - いわゆる平行プラグ・コンセント。ごく小規模な施設で使用されている。大規模設備で使用するものでも、エフェクトマシンのモータ電源、カラーチェンジャの電源等に用いられる。汎用品のため、コストが安い。
    - コンセント/コードコネクタボディには抜止形が用いられることが多い。

  - 2極引掛形15A 125V
  - 2極接地極付引掛形15A 125V
  - 2極引掛形20A 125V
    - 通称はツイスト、ツイストロック
    - 分割型のアッパーホリゾントライトなどの固定設備にもっぱら用いられる。
    - 20Aのものについては、改修で後述のC型20Aに取り替えられることが多い。

  - 3極接地極付引掛形20A 250V
    - 三相3線用であり、舞台機構用の動力電源として用いられることが多い。
    - 通称はこれも、ツイスト、ツイストロック
- JIS C8303-1983に規定されているもの（廃止規格）
  - 2極20A 250V
    - いわゆるT型。かつて家庭でもエアコンなど100V 20A用や200V 15A/20A用に多用されていたが、それにより同じ形のコンセントで100Vと200Vが混在してしまったため、電気用品の技術基準の改正により、100Vと200Vの誤接続を防ぐため100V系での使用が禁止され、200V系には接地極が必須となり現在では規格自体が廃止されている。
    - しかし現在でも多数残っており、ツアーでは旧型の機材（T型）用にミニC→T型への変換ケーブルを持ち回っている事が多い。しかし、感電、漏電事故を起こした場合、過失を問われることになる可能性が高い。
- 自主規格/民間規格
  - A型 2極30A 125V
  - A型 2極60A 125V（通称ラージA）
    - 旧規格。接地極を持たない、逆差しが可能であるため極性が一定しない、電圧側電線が先に接続される可能性があるなどの問題があるため、C型の規格が策定された。

  - C型 2極接地極付20A 125V（JATET-L-3030-2 演出空間専用差込接続器C型20A）
    - 20A 125V 2極引掛形、20A 125/250V 2極（T型）のうち100V系を置き換える規格。
    - コンセントの外径を、これらと同一にしており、容易に交換できるよう配慮されている。
    - 通称ミニC、20C

  - C型 2極接地極付30A 125V（JATET-L-5040-2 演出空間専用差込接続器C型30A）
    - A型 2極30A 125Vの代替規格。
    - 通称はC型であるが、20A・60Aと区別する必要がある場合、特に30Cということがある。

  - C型 2極接地極付60A 125V（JATET-L-5050-2 演出空間専用差込接続器C型60A）
    - A型 2極60A 125Vの代替規格。
    - 通称ラージC、60C
    - C型シリーズの特色として、接地極を持ち、逆差しができなくなったほかに、コンセント、コネクタの電圧側極に接点機構が設けられ、必ず電圧側が後に接続されるようになっている点がある。
    - C型プラグをA型コンセント、コネクタに差すことはできるが、若干隙間ができるため避けたほうがよい。
    - また、JATET規格になる以前の旧規格のC型は、現規格のものと組み合わせたときに、若干隙間ができることがあるので注意が必要である。

  - D型 2極20A 250V接地極付（JATET-L-6060-2 演出空間専用差込接続器D型20A）
    - 20A 125/250V 2極（T型）のうち200V系を置き換える規格。
    - コンセントの外径を同一にしており、容易に交換できるよう配慮されている。
    - 単相3線100/200Vの200Vを使用することが前提になっており、L1・L2・EのうちL1・L2の双方に接点機構が設けられている。

  - C型 4極100A 250V
  - AD型 2極接地極付100A 125V
    - C型をそのまま拡大した形状。10kWソーラーなどで用いられている。
- 日本国外の規格/国際規格
  - CEEform (IEC 60309-1/2（英語版）)
    - 多極接続器。日本国内の照明機材ではあまり見られないが、ヨーロッパ発のツアー機材ではよく見られる。ロック機能がついているのが特徴（JATET規格等では、あえてロック機能をつけていない。ただし、初期のC型にはロック機能付のものが存在した）。
    - 演出空間仮設電気設備指針では、照明系統との誤接続を防止するため、音響系統用として挙げられている。しかし、実際はC型を用いることが多い。
    - 通称もそのまま、シーフォーム

  - カムロック（英語版）/カムタイプ (UL498)
    - 単極接続器。300A、400Aのものが主に電源配線に用いられる。

  - パワーリンク・パワーロック (IEC 60309-1)
    - 単極接続器。400Aのものが主に電源配線に用いられる。日本国内の照明機材ではあまり見られないが、ヨーロッパ発のツアー機材ではよく見られる。
    - 演出空間仮設電気設備指針では、照明系統との誤接続を防止するため、音響系統電源配線用として挙げられている。しかし、実際はカムロックを用いることも多い。

  - ソカペックス（19pinマルチコネクタ）（UL1977 : コネクタ規格、USITT RP-1 : ピンアサイン）
    - 19極25Aのものが (2P+E)×6として、6回路のマルチコネクタに使われている。
    - 通称はソカペ。

  - MSコネクタ (MIL-C-5015)
    - 26極13Aのものが6P×4+E×2として、54極13Aのものが6P×8+E×6として、マルチコネクタに使われている。主に舞台機構でチェーンホイストの4台、8台駆動に用いる。アナログ（パラレル）調光信号用にも使われる。

  - 3極接地極付引掛形 20A 480V
    - 三相3線用であり、舞台機構用の動力電源として用いられることが多い。
    - 通称はこれも、ツイスト、ツイストロック

### 日本の機器を国外で使う場合
外国への旅行などで、普段使っている電気製品を現地で使用する場合には、プラグの形状の違いや、電圧の違いを吸収するための変換器 が必要になる（参照: 各国におけるコンセント形状・電圧・周波数の一覧）。ノートパソコンの電源アダプタや充電式シェーバーなど一部の製品では、日本で使用されている100ボルトから、東南アジアやヨーロッパなどで使われている240ボルトまでの幅広い電圧に対応しているものがあり、それらの場合はプラグ形状のみを変換する安価な変換プラグ (travel adaptors) を購入するだけでよいが、100ボルトにしか対応していない機器を使用する場合は電圧を下げるために変圧器 (Voltage converter) （トランス）が必要になる。100ボルト専用機器と安価な変換プラグ (travel adaptors) の組み合わせで使用してしまい機器を故障させるトラブルが後を絶たないため、国外に持ち出して使用することが想定される機器については240ボルトまで対応できる機器が増えてきている。

### 日本のメーカー
- 大和電器
- 明工社
- 神保電器
- パナソニック
- 東芝ライテック
- アメリカン電機

## 各国の差込接続器の規格

電圧と周波数の状況。青・緑は220 - 240V、茶・赤・黄は100 - 127V。青・黄土 - 黄は50Hz、緑・茶 - 赤は60Hz。

プラグ形状。赤は日米型、青はヨーロッパ型、緑はイギリス型、黄はオセアニア型。

多くの国で、電源プラグとコンセントの形状は工業規格により定められている。アメリカ合衆国電機工業会 (en:NEMA) はこれらの形状を分類し、タイプAからタイプLまでの記号を割り振っている。この記事では、このアメリカ合衆国の分類に従って解説する。
大きく分けると電源プラグとコンセントの形状は4タイプに分かれる。
- アメリカ型 100V - 125V 15A 50 - 60Hz
- ヨーロッパ型（フランス・ドイツ型）220V 16A 50Hz
- イギリス型 240V 13A 50Hz
- オセアニア型 220V 15A 50Hz

世界の主流は3つある。1つは北アメリカ標準の130ボルト・60ヘルツのものであり、タイプA（日本の2極タイプと同型）と呼ばれている。2つ目がヨーロッパ標準の220 - 240ボルト・50ヘルツのものであり、タイプCと呼ばれている。イギリスと旧イギリス領は独自のものを使用している。これらが混在している地域もある。日本の200ボルト(規格上は250V)コンセントはいずれとも互換性はない。
また、この3種とも、現在は接地極（アース、ground）が付いた3極タイプが主流である。タイプAに接地極が付いたものはタイプBと呼ばれる（日本の3極タイプと同型）。タイプCに接地極が付いたものにはさまざまな形があり、タイプE・F・H・J・K・Lがある。この他、イギリスと旧イギリス領で使われているタイプD・G・I・Mがある。
また、通電極に極性が付いているものも多く、それぞれ中性極（接地側極、neutral）と電圧側極（非接地側極、hot）と呼ばれている。日本語では接地極と接地側極の呼び名が紛らわしいため注意が必要である。
国際電気標準会議 (IEC) では、電源プラグの接地仕様および絶縁性を基準に感電保護クラスを設定しており、例えばクラスIは接地極を有するもの、クラスIIは接地極を有しないが2重絶縁などの工夫がされたもの、とされている。
それぞれのタイプで主流の電圧と周波数、接地極・極性・ヒューズの有無を次に示す。
| タイプ | プラグの規格                          | 電圧 (V) | 許容電流 (A)         | 接地極 | 極性 | ヒューズ |
| ------ | ------------------------------------- | -------- | -------------------- | ------ | ---- | -------- |
| A      | NEMA 1-15 極性なし                    | 125      | 15                   | なし   | なし | なし     |
| A      | NEMA 1-15 極性付                      | 125      | 15                   | なし   | あり | なし     |
| A      | JIS C 8303 クラスII                   | 125      | 15                   | なし   | なし | なし     |
| B      | NEMA 5-15                             | 125      | 15                   | あり   | あり | なし     |
| B      | NEMA 5-20                             | 125      | 20                   | あり   | あり | なし     |
| B      | JIS C 8303 クラスI                    | 125      | 15                   | あり   | あり | なし     |
| C      | CEE 7/16 (Europlug)                   | 250      | 2.5                  | なし   | なし | なし     |
| C      | CEE 7/17                              | 250      | 16                   | なし   | なし | なし     |
| C      | ソビエトプラグ                        | 250      | 6                    | なし   | なし | なし     |
| D      | BS 546（2ピン）                       | 250      | 2 5 = BS 4573        | なし   | なし | なし     |
| D      | BS 546（3ピン）                       | 250      | 2 5 15 = SABS 164 30 | あり   | あり | なし     |
| E      | CEE 7/5                               | 250      | 16                   | あり   | あり | なし     |
| F      | CEE 7/4 (Schuko)                      | 250      | 16                   | あり   | なし | なし     |
| E+F    | CEE 7/7                               | 250      | 16                   | あり   | あり | なし     |
| G      | BS 1363, IS 401 & 411, MS 589, SS 145 | 230-240  | 13                   | あり   | あり | あり     |
| H      | SI 32                                 | 250      | 16                   | あり   | あり | なし     |
| I      | AS/NZS 3112                           | 240      | 10 20 25 32          | 混在   | あり | なし     |
| I      | CPCS-CCC                              | 250      | 10                   | あり   | あり | なし     |
| I      | IRAM 2073                             | 250      | 10                   | あり   | あり | なし     |
| J      | SN 441011                             | 250      | 10 16                | あり   | あり | なし     |
| K      | Section 107-2-D1                      | 250      | 13                   | あり   | あり | なし     |
| K      | Thailand TIS 166 - 2549               | 250      | 13                   | あり   | あり | なし     |
| L      | CEI 23-16/VII                         | 250      | 10 16                | あり   | なし | なし     |
| –      | IEC 60906-1（2ピン）                  | 250      | 10 20                | なし   | なし | なし     |
| –      | IEC 60906-1（3ピン）                  | 250      | 10 20                | あり   | あり | なし     |

1. ↑  CEE 7/17の中にはフランスのタイプEコンセントを使った場合に極性を持つ特殊タイプがある。
2. ↑  このプラグをフランスで主流のコンセントE型に差し込むことは可能だが、あくまで形状だけであり、極性の機能は働かない。

家庭用、産業用、商業用を問わず、特別な目的のため、特殊な形状をしたプラグもある。形状は全く同じでラベルや色で違いが分かるようにされているものもある。これには次のようなものがある。
- コンピュータシステムなど、接地ケーブルを他と分けて万一の逆流を予防しているもの
- 緊急用電源
- 緊急用または生命維持用の無停電電源
- 医療器具用の独立電源
- オーディオやビデオ製作用の安定電源、特殊電源
- 演劇照明用電源
- 電気衣服乾燥機、電気オーブン、エアコンディショナーなどの高電流用途
- 部外者や一般客の出入りや往来のある箇所に設置される業務用電源

施設によっては、電気的雑音を防止するため、形状上の差を設けて混用を防ぐ場合もある。
また、それぞれのタイプで、子供の悪戯防止用シャッターが設けられているものもある。これは、コンセントの電圧がかかる穴に、プラグを差し込む前には蓋がされた状態になっているもので、プラグの接地極（大抵は電圧極よりも長く作られている）を差し込むことで開くように作られたものが多い。

### タイプA

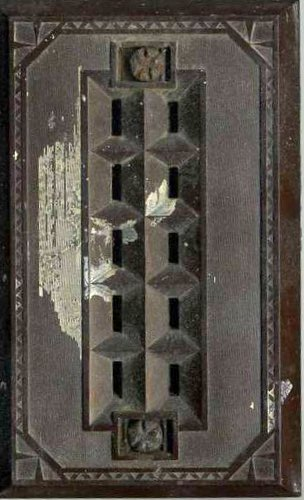
1928年頃のアメリカの5連コンセント。

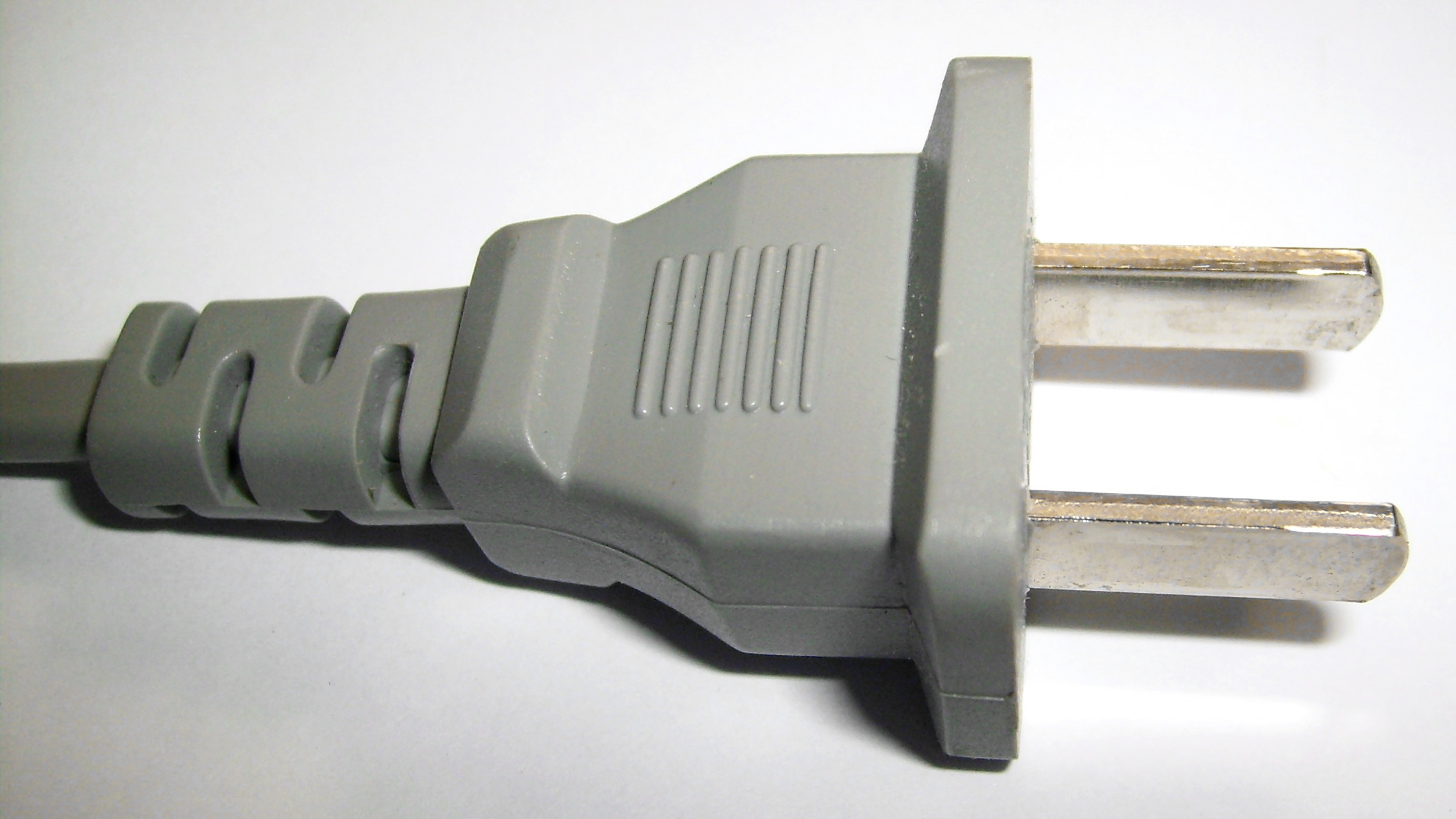
無極性のタイプAプラグ

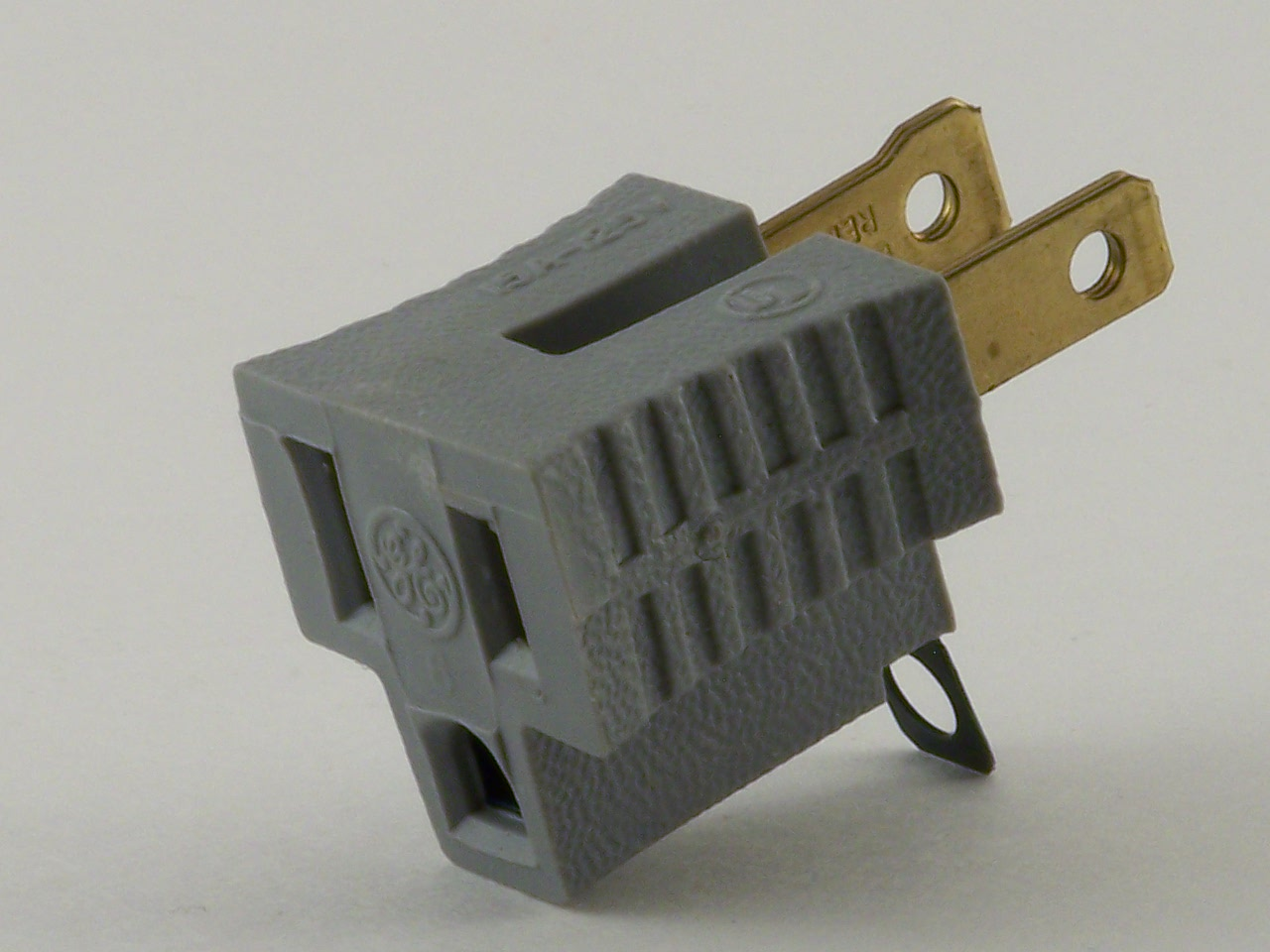
極性付きプラグ（の変換アダプター）。極の片側が幅広になっている。

#### NEMA 1-15（北米 15A/125V 接地極なし）
このタイプのプラグは2枚の平行で薄い板、コンセントは平行で狭い穴になっている。北アメリカ、南アメリカ東沿岸と中華民国（台湾）で主流のタイプ。アメリカ合衆国では全米電気機器製造業者協会 (NEMA) が標準としていた。タイプAのソケットの規格はNEMA 1-15と呼ばれたが、1962年にアメリカ合衆国とカナダの合意により使用が廃止となった。ただし多くの家庭でまだ使われており、互換用の機器が売られてもいる。タイプAのプラグは現在主流のタイプBのソケットにそのまま挿せるため、まだ広く使われている。パキスタンでは家庭や小規模事務所用に、タイプAプラグが複合ソケットと共に使われている。
無極性プラグ(リバーシブルプラグ)のタイプAプラグは、180度回してもソケットに挿入することができる。極性タイプのタイプAプラグは、片側の電極が少し大きく作られており、ソケットも片側が大きく作られている。この大きい側が中性極であり、極性タイプのプラグはソケットに逆向きに取り付けることはできない。また、極性タイプのプラグを無極性タイプのソケットに取り付けることもできない。極性タイプのプラグを無極性プラグに交換することも、IEC国際電気標準会議の規格で許されない。極性タイプのプラグで使用される電線は、活線とニュートラルが配線色（カラーコード）で明確に識別されており、極性は重要な仕様とされている為である。

#### JIS C 8303 クラスII（日本 15A/125V 接地極なし）

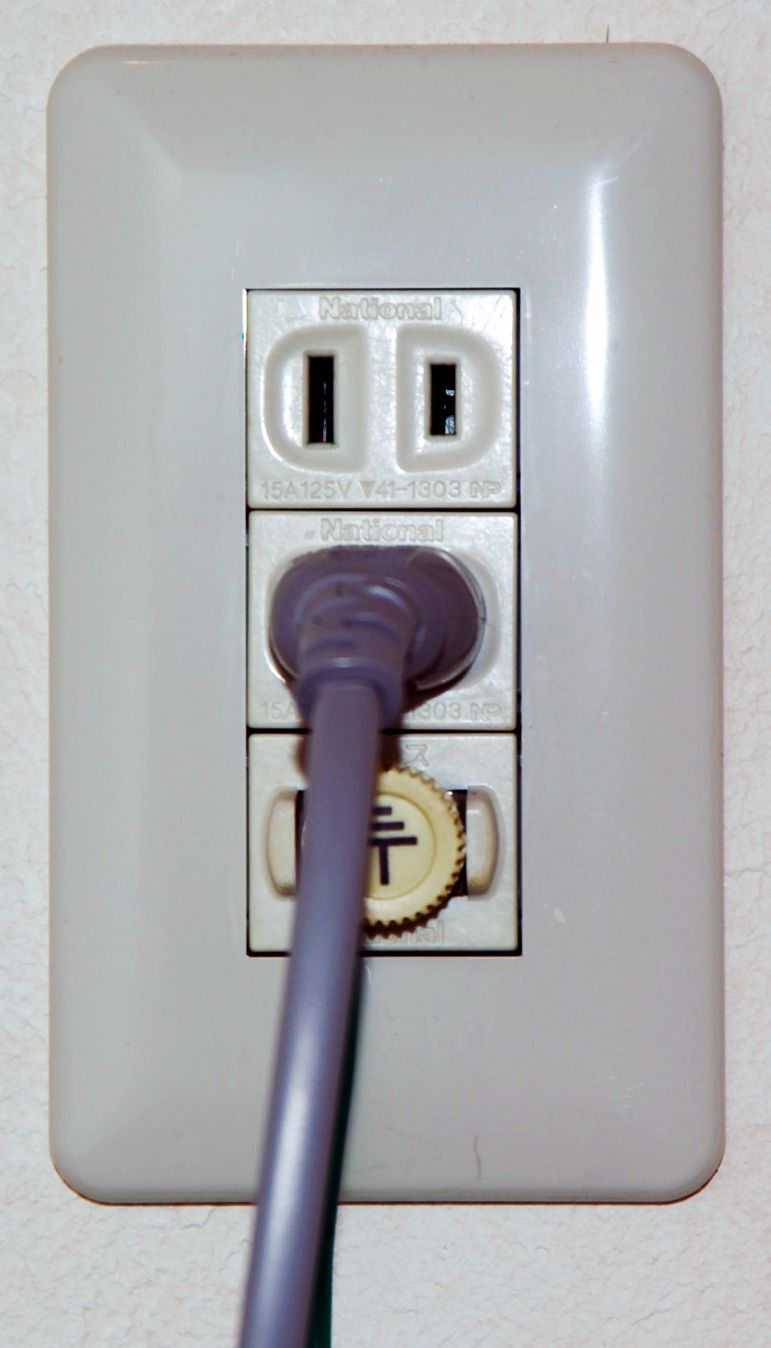
現在では設置が禁止されている日本の洗濯機向けタイプAコンセント。最下部にアース接続部が設けられている。

日本の電源プラグとソケットは、アメリカ合衆国のNEMA 1-15とほぼ同じ形であり、JISの許容電圧も同じであるが日本の商用電源の電圧は100Vである。ただし、日本のものは、通商産業省あるいは日本工業規格により、アメリカよりも厳しい基準が設けられている。また、アメリカの電気器具の多くは120V・60Hzなので、日本の電圧100V、特に東日本の50Hzでは装置が対応していなければ問題が発生することが多い。コンセントを壁に埋め込む場合、中性極（穴が長い方）が左と決められている。
タイプAは接地極がないため、接地を怠ると感電する恐れがある。2005年の内線規程改訂以降、タイプAコンセントの設置は推奨されておらず、接地極がついたタイプB（3Pコンセント）が推奨されている。電子レンジ、温水器、食洗機、冷蔵庫、洗濯・乾燥機、温水便座、エアコンなどの機器を接続するコンセントにタイプAコンセントを設置することは禁止された。

### タイプB

#### NEMA 5-15（北米 15A/125V 接地極あり）
タイプBプラグは、タイプAの平行な2枚の板に加えて、円柱形（丸棒状）またはU字形をした接地極が設けられている。アメリカ合衆国ではNEMA 5-15、カナダ規格協会 (CSA) では22.2, No.42として規格化されており、共に15アンペア、125ボルトである。接地極は中性極や電圧側極よりも長く作られており、装置に電圧がかかるよりも先に接地するよう工夫されている。
電圧がかかる2枚の板には中性極、電圧側極の違いがあり、中性極の穴が大きい。プラグをコンセントに挿す向きが決まっているため、普通には中性極、電圧側極、接地極を間違えて取り付ける可能性は無い。ただし配線工事が間違ってなされていた場合には感電事故を起こす可能性もある。また、タイプBのコンセントにタイプAのプラグを差し込むことが可能である。タイプBのプラグに変換アダプターをつければ、タイプAのコンセントに差し込むこともできる。
NEMA 5-15型はカナダ、アメリカ合衆国の標準である。同型のものが中部アメリカ、カリブ海、南アメリカ北部（コロンビア、エクアドル、ベネズエラ、ブラジルの一部）、日本、中華民国（台湾）、サウジアラビアでも使われている。壁に埋め込む場合には一般的には接地極が下、電圧側極が右上、中性極が左上に設置されるが、上下逆に設置される場合もある。日本では接地極が下と決められている。
アメリカ合衆国の一部とカナダ全域で新しくソケットを設置する場合、子供がクリップなどを差し入れないよう、いたずら防止用カバー取り付けが義務付けられている。

#### JIS C 8303 クラスI（日本 15A/125V 接地極あり）
日本でも北アメリカ同様、タイプBのプラグが使われている。JISの許容電圧も同じであるが日本の商用電源の電圧は100Vである。
日本ではタイプAの方が一般的に普及しているが、2005年以降はタイプAの設置が制限されており、全部屋にタイプBのコンセントを設置することが推奨されている。また、電子レンジや洗濯機置き場などの特定の場所ではタイプAの利用が禁止されており、タイプBの設置が義務化されている。ただしタイプAコンセントに直接差せなくなるデメリットから、日本で市販されている家庭用電化製品では標準で接地極付きのタイプBのプラグを持つものはほとんどなく、エアコンや電子レンジ、洗濯機でもタイプAプラグと別途アース線を接続する形の機器が大半である。

#### NEMA 5-20（北米 20A/125V 接地極あり）

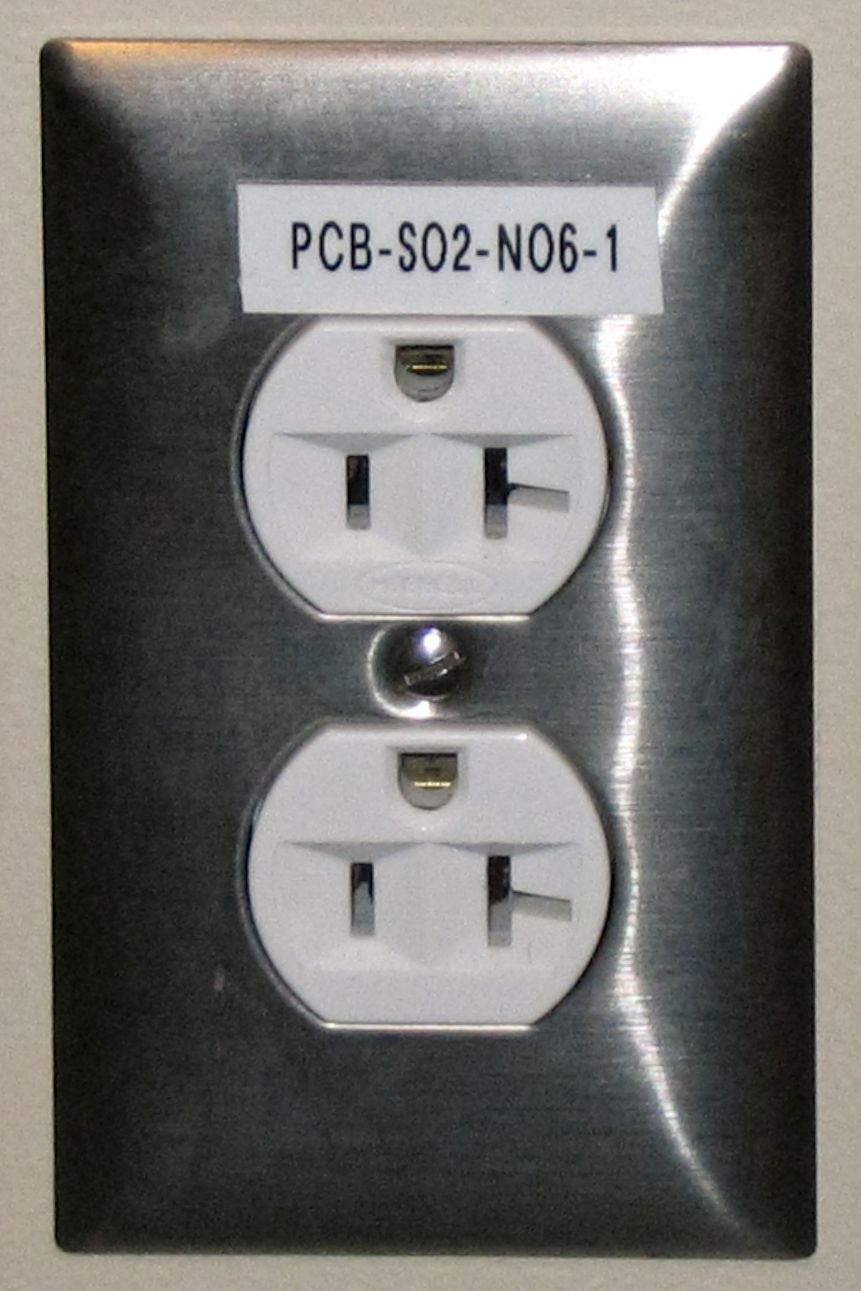
5-20RAのTスロットコンセントは、接地極が上に付いていることが多い。中性極は右下のT字の穴である。

20アンペアまで使える仕様。5-20Aの中性極はT字の穴になっている（これに対応するプラグの中性極はL字、もしくは平行型を90度回転させた横長）。そのため、NEMA 5-20のプラグを持つ機器をNEMA 5-15型のコンセントに取り付けることはできないが、逆に15アンペアのプラグを持つ機器をNEMA 5-20のコンセントに取り付けることはできる。

### タイプC

#### CEE 7/16（ユーロプラグ 2.5A/250V 接地極なし）

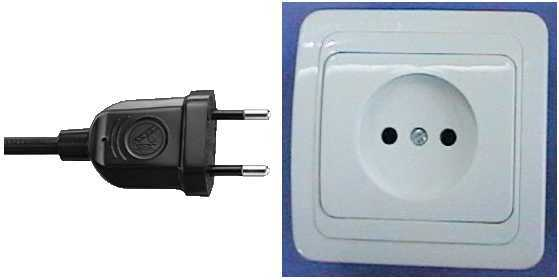
CEE 7/16プラグと、古い型のタイプCコンセント

2つの丸断面のピンが付いたプラグであり、ユーロプラグと呼ばれている。タイプCは後述するタイプE・F・H・J・K・Lの形状の元となっており、タイプCのプラグはこれらのタイプのコンセントで使える場合が多い。
タイプCのプラグには接地極が無く、2本の直径4mmの丸いピンが付いている。詳細はCEE 7/16の規格で決められており、これに基づいてイタリアではCEI 23-5、ロシアではGOST 7396の規格が定められている。このプラグで使える最大電流値は2.5アンペアである。この規格には極性が無く、180度回転して差し込んでも機能上の差は無い。また、このプラグはフランスで主流のタイプE、ヨーロッパでCEE 7/4 "Schuko"として知られるタイプF、イスラエルで主流のタイプH、CEE 7/7で定められたタイプE/F共用、スイスで主流のタイプJ、デンマークで主流のタイプK、イタリアで使用されているタイプL（イタリアでは基本的に全てのコンセントの形状はタイプLであるが、対して市販家電のプラグはタイプCのみである。但し、冷蔵庫・洗濯機などの高電力家電はCEE 7/17）、問題なく差し込んで使用できる場合が多い。
ユーロプラグのクラスIIのものを使用している国は多く（ただしコンセント側の形状はさまざま）、オーストリア、ベルギー、ボスニア、ヘルツェゴビナ、ブルガリア、チェコ、クロアチア、デンマーク、エストニア、フィンランド、フランス、ドイツ、ギリシア、グリーンランド、ハンガリー、アイスランド、イタリア、ラトビア、リトアニア、ルクセンブルク、マケドニア、オランダ、ノルウェー、ポーランド、ポルトガル、ルーマニア、セルビア、スロバキア、スロベニア、スペイン、スウェーデン、スイス、トルコなどである。この他にも、中東、アフリカ諸国、南アメリカのブラジル、チリ、アルゼンチン、ウルグアイ、ペルー、ボリビア、アジアのバングラデシュ、インドネシア、パキスタン、ベトナム、ロシアと旧ソビエト連邦のウクライナ、アルメニア、ジョージアなどでも使われている。また、タイプCの一種であるイギリスのBS 1363は旧イギリス連邦領で広く使われている。

#### CEE 7/17（ドイツ/フランス/イタリア 16A/250V 接地極なし）

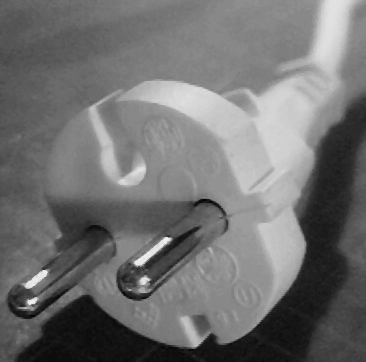
CEE 7/17プラグ

このプラグはピンの直径が4.8mmと少し太く、この点はタイプEやFと同様である。ただしプラグの根元がゴムまたはプラスチック製の大きな丸状になっているため、ユーロプラグ用のコンセントに差し込めないことがある。タイプEやFのコンセントには差し込める。冷蔵庫、洗濯機、エアコンなどの比較的大型の装置に使われており、韓国では小型で非接地の装置にも使われる。イタリアではCEI 23-5で規格となっている。イスラエルのタイプHのコンセントにも差し込める場合が多いが、問題が生じることもある。

#### BS 4573（イギリスの電気カミソリ用）

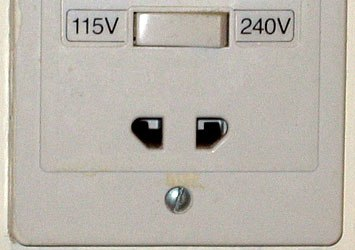
BS 4573コンセント

イギリスの標準電源は後述するタイプGであるが、イギリスやアイルランドの浴室やシャワールームには、タイプCに似たものが稀に電気カミソリ用として設置されていることもある。今ではタイプCに準じた形をしているが、元々は1920年代か30年代に使われた2ピン5アンペアの電源であり、イギリス独自のものであった。それが1960年代後半に今の形になった。ピンの直径は0.2 in (5.08 mm) とタイプCよりも少し太く、その間隔は5⁄8 in (15.88 mm) である。このコンセントには非極性のCEE 7/16 アメリカまたはオーストラリアのプラグを差し込むことができる。このソケットは230Vと115Vが切り替え可能である場合が多い。また、濡れた場所で使われることが多いので、BS 3535に基づく絶縁トランスが設けられている場合が多い。

#### GOST 7396 C1（6Aまたは16A /250V 接地なし）
旧ソビエト連邦で広く使われていたプラグ。現在のロシアを含む独立国家共同体諸国でも広く使われている（GOST規格）。ピン間隔はユーロプラグと共通だが、ピンの根元の絶縁部分が設けられていない。また、ユーロプラグとは異なり6アンペアまで使えるよう設計されている。プラグ本体の正面形状は、フランスのタイプEと同様に円形か、CEE 7/17同様に円形平板である。円形のものには凹み（ノッチ）が無い。ピンは並行であり、収束していない。本体は防炎の樹脂成型である。GOST 7396 C 1のコンセントは6アンペアまで使え、ユーロプラグを差し込むことができるが、穴のサイズが4.5ミリメートルしかないのでタイプE・F・CEE 7/17のプラグを差し込むことができない。
CEE 7/17同様に16アンペアまで使える正面円形のプラグもあるが、凹み（ノッチ）は無いため、タイプEやFのソケットに差し込めない。このため、この部分を使用者自身で削って使用される場合もある。しかし、そのような行為は本来メーカーが推奨しない使用法であるため、注意が必要である。

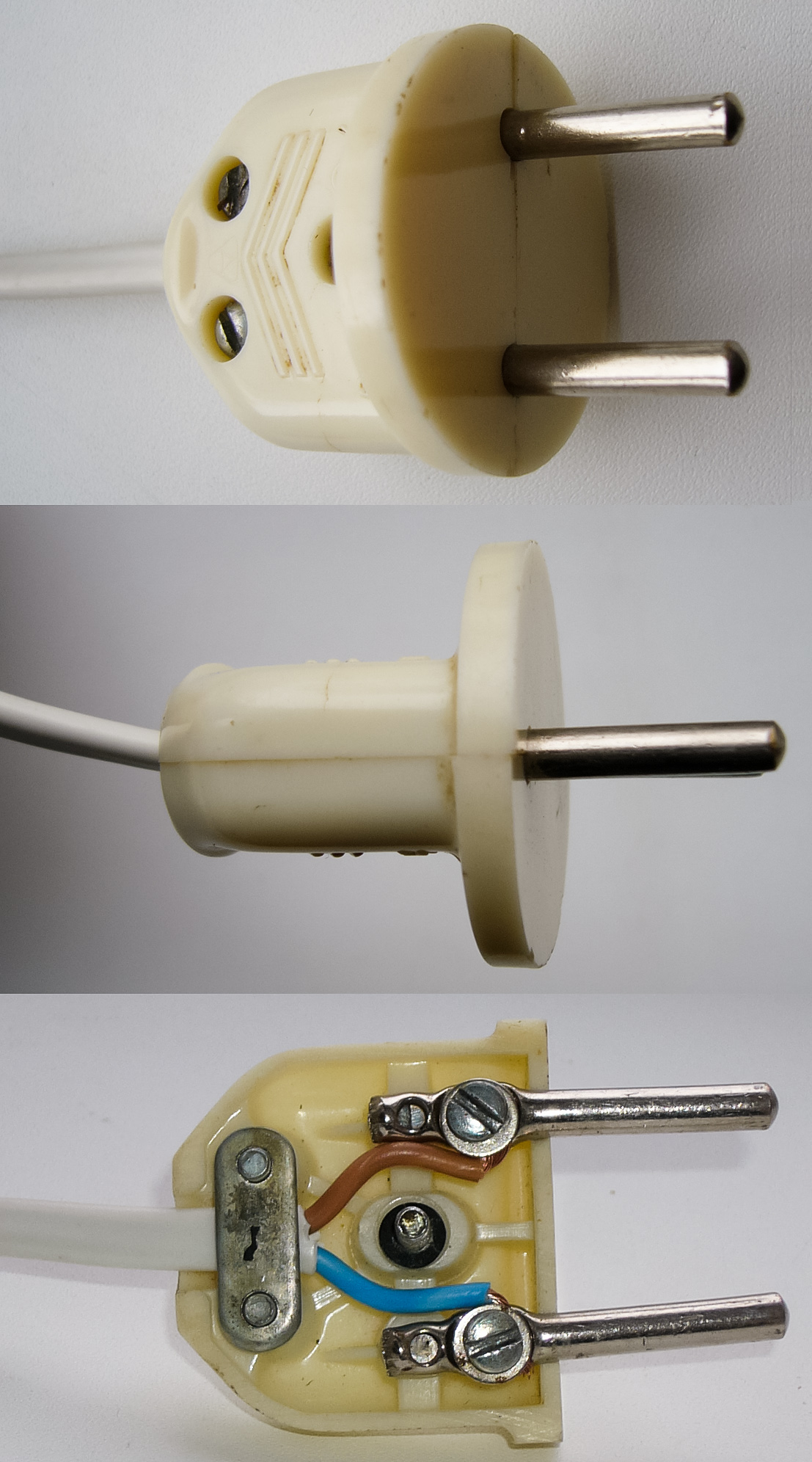
ソビエト型の樹脂埋め込みプラグ 6A 250V AC
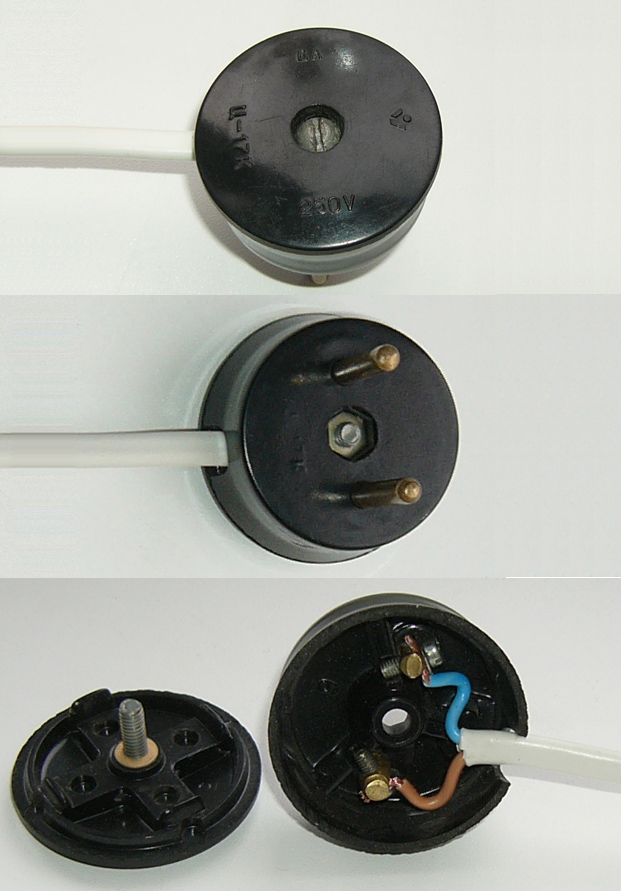
ソビエト型の円形プラグ 6A 250V AC 樹脂埋め込み
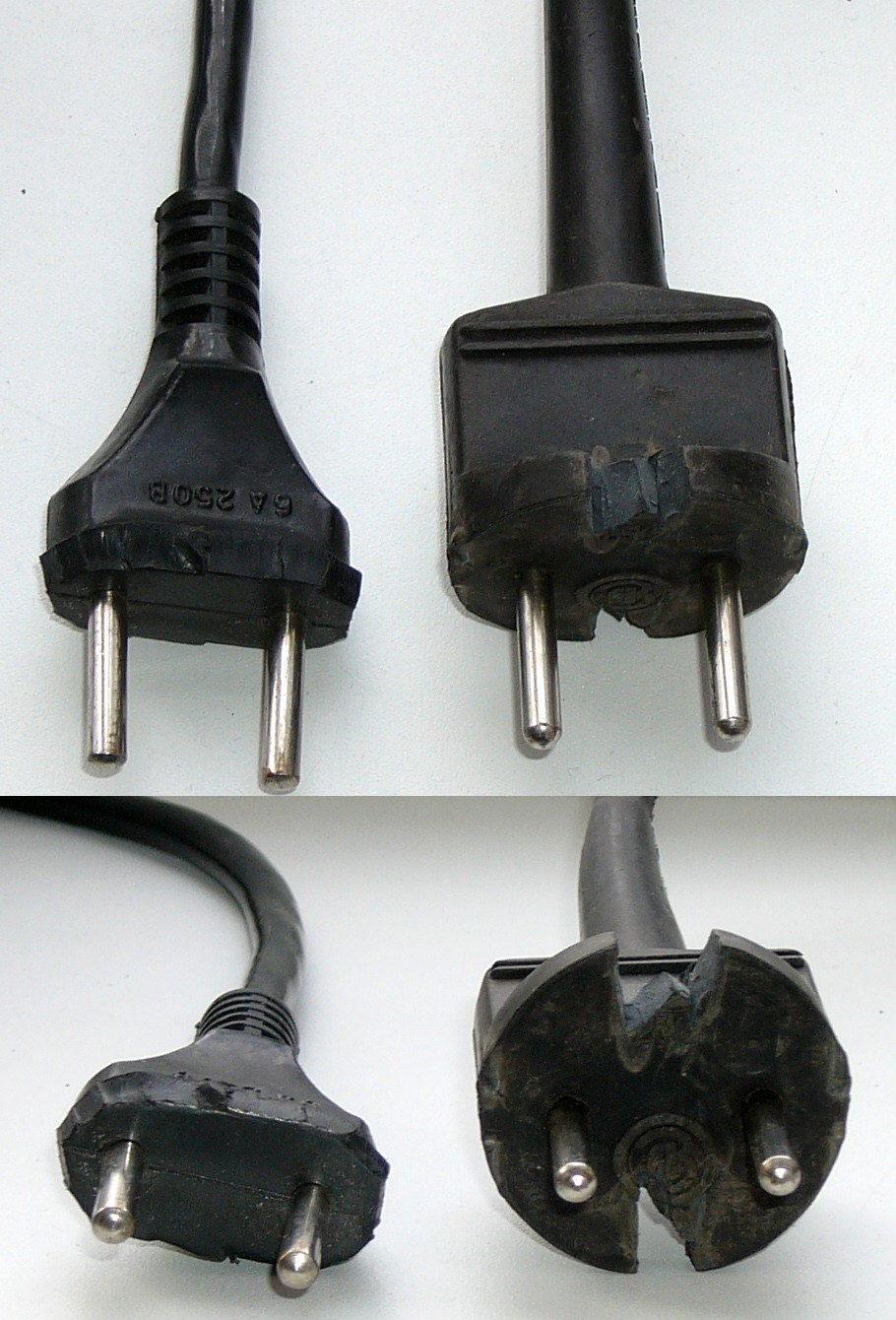
ソビエト型ゴム成型プラグ。ユーザーがナイフで勝手に削ってCEE 7/16（左）や CEE 7/17（右）に合うようにしたもの。
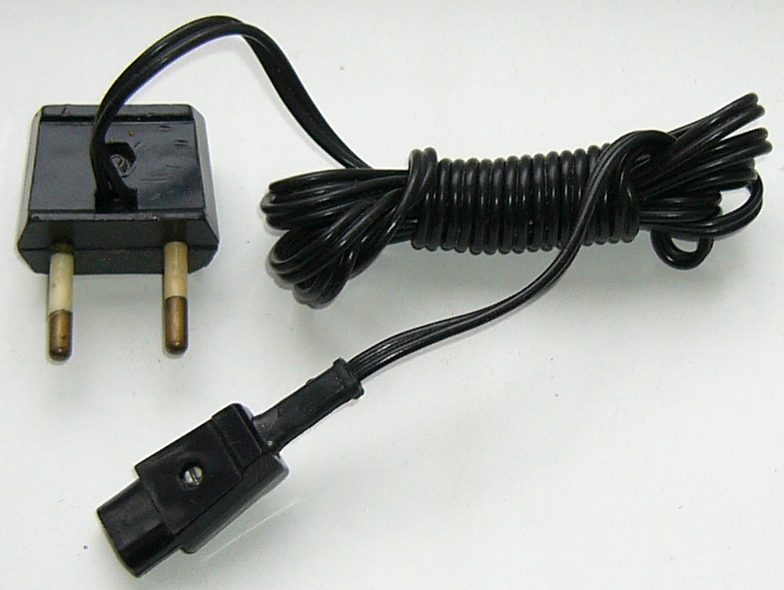
ソビエト型の電気カミソリコード。CEE7/16と同形状だが構成が異なる。6A 250V。

#### さまざまなコンセント

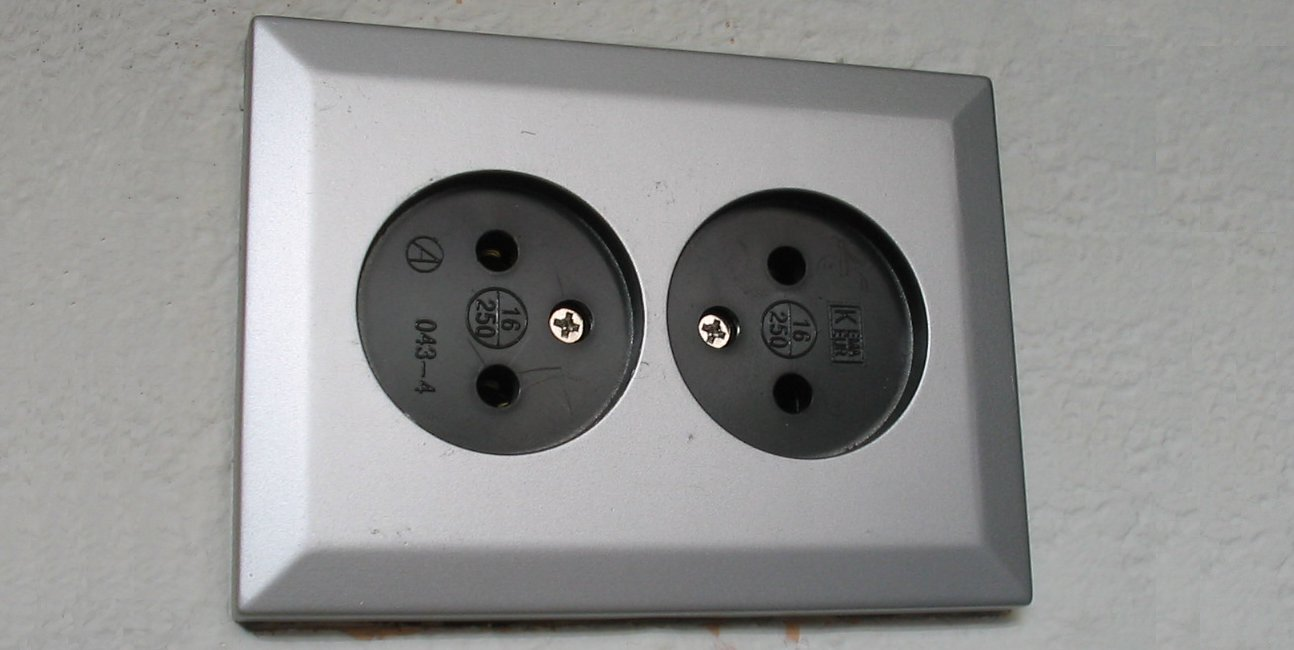
Schukoとフランス型に合うよう作られたコンセント

タイプCには接地極が無いので、多くの国で廃止が進んでいる。例えばドイツでは、ごく古い施設を除けば、接地極が無いコンセントはまず見当たらない。一方、オランダでは、ベッドルームやリビングなど湿気の少ない箇所ではまだ使われている。子供のいたずら防止用シャッターの有無についても国により違いがある。国や設備の年代によって、コンセントの穴の直径が4.0mmのもの、4.8mmのものが混在している。4.8mmの穴のコンセントは、タイプEやFのプラグを差し込むことができる。タイプEやFを採用している国で、タイプCが許容されているかどうかもさまざまである。

### タイプD

#### BS 546（イギリス 5A/250V 接地極あり）6A / 250V
（IA6A3（インド）が実質同じ規格）

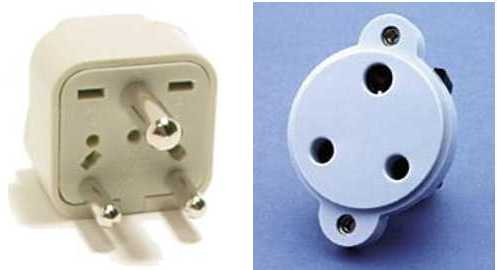
Dタイプのプラグ

BS 546は20世紀始めにイギリスで使われていた規格であり、インドやパキスタンで現在、標準のプラグとなっている。使用可能な最大電流値は6Aだが、実際には5Aまで使われる。円筒状のピン3本が3角形に並んだ形をしている。中東の一部（クウェート、カタール）や東南アジアの一部など、イギリスが電化に関わった地域でも使われている。かつては南アフリカ共和国でも使われていたが、今は15Aのタイプに置き換わりつつある。ガーナ、ケニア、ナイジェリアなどでも使われていたが、大部分はタイプGに置き換えられている。今のイギリスでも、この規格や、一回り小さな2Aの規格が、一部で照明に使われている。

#### BS 546（イギリス 15A/250V 接地極あり）16A / 250V

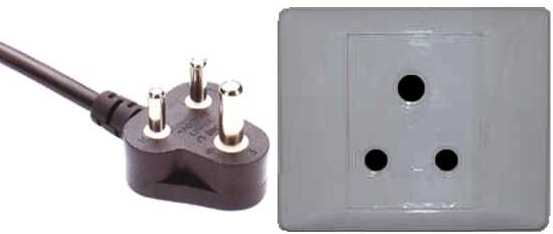
Mタイプのプラグ

（IA16A3（インド）および SABS 164（南アフリカ）が実質同じ規格）
このプラグはタイプMと呼ばれることもある。標準のタイプDよりも一回り大きく、ピンの大きさは7.05 by 21.1 mm (0.278 by 0.831 in) である。15Aで使用される。中性極と電圧側極の間隔は1 in (25.4 mm)、接地極と中性極・電圧側極の間隔は1+1⁄8 in (28.58 mm) である。インド、パキスタン、スリランカ、ネパール、ナミビアなどの国では5Aが主流だが、大型機器ではこの15Aタイプも使われる。南アフリカ共和国などでは家庭用電源としても使われているが、コンセントにスイッチが付いていてオンオフ切り替えられることが多い。香港やボツワナではタイプGと共によく使われている。イギリスやアイルランドでは、今でも照度調整可能な電灯などで使われているが、新しく作られる施設には工業用のCEE 16 Aが使われることが多い。イスラエル、シンガポール、マレーシアなどではエアコンや衣類乾燥機など大型の電気製品に広く使われている。

### タイプE

#### CEE 7/5（フランス タイプE）

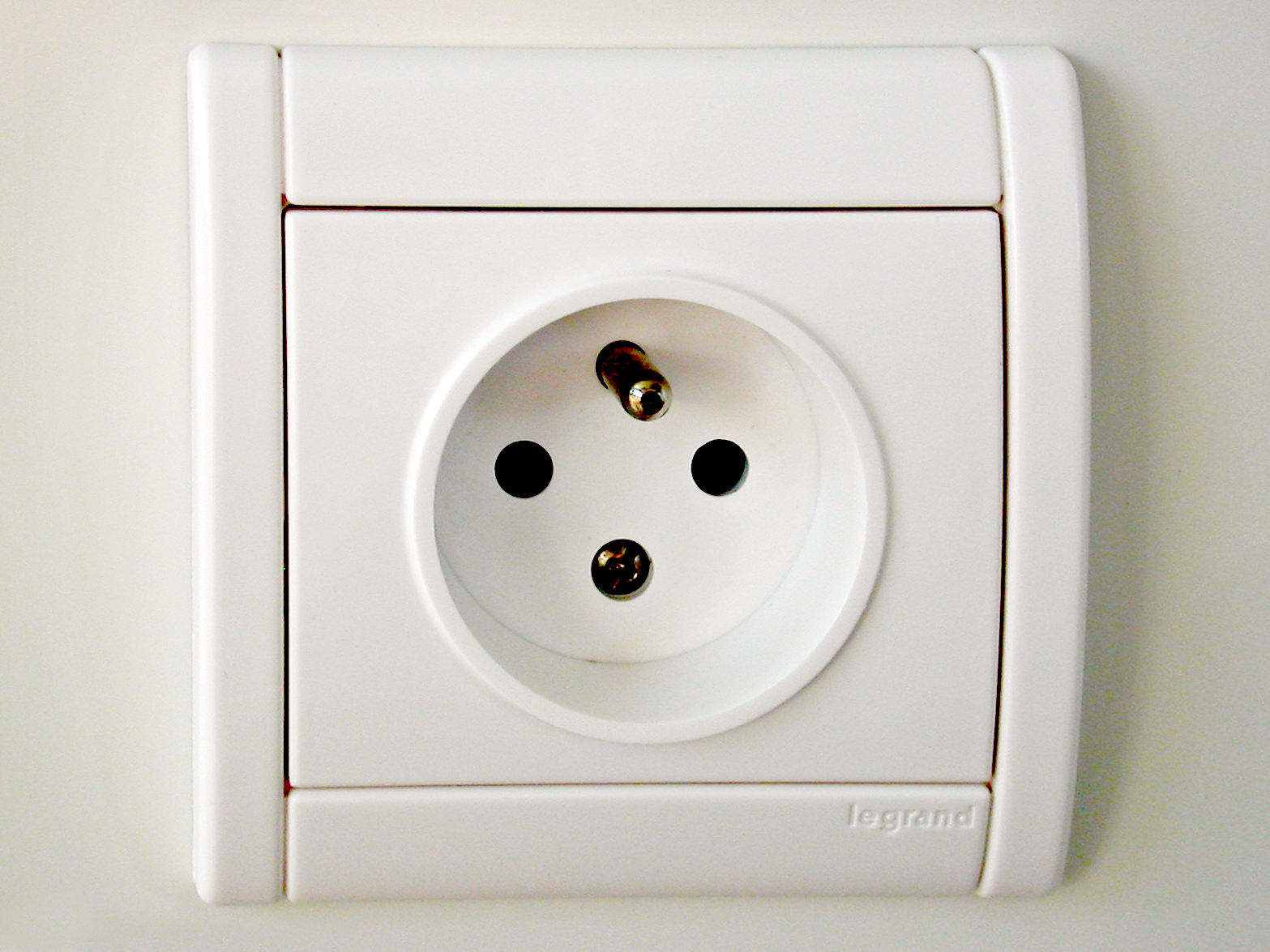
フランスのコンセント

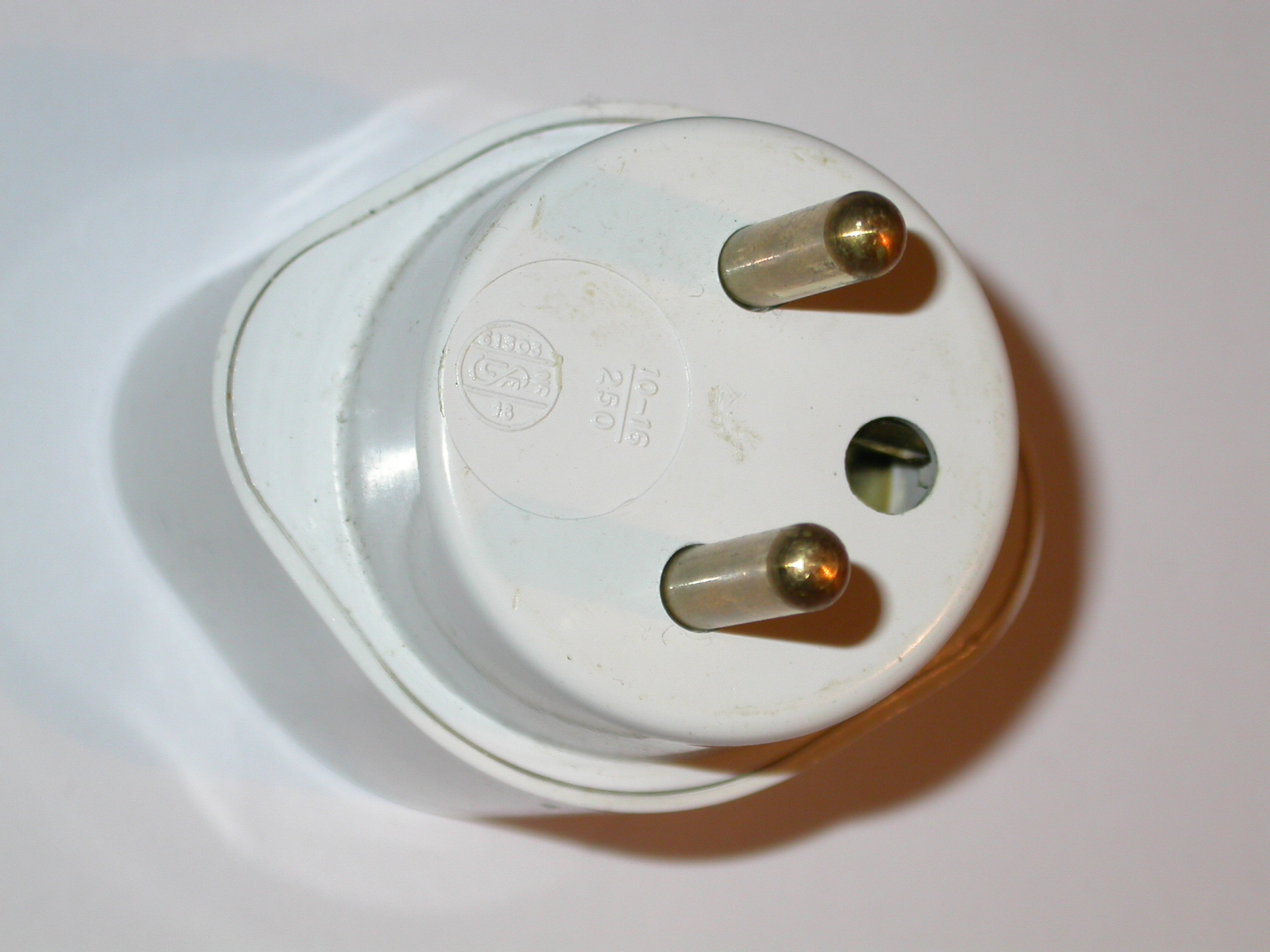
フランスのプラグ

フランス、ベルギー、ポーランド、チェコ、スロバキアで使われている。プラグを正面から見た形は円形で、ピンの径と長さは4.8 by 19 mm (0.189 by 0.748 in)、間隔は19 mm (0.748 in) である。ユーロプラグ（タイプC）やCEE 7/17の元となった。ソケットの上側に、接地極のピンがある。プラグに極性はあるが、2つの電極のどちらが中性極かは使用国共通の基準が決められていない。子供のいたずら防止用シャッターがフランスとベルギーで採用されているが、これも使用国共通の標準ではない。
タイプEはドイツ等で使われているタイプF (CEE 7/4) との共通点が多いが、接地極の構造が異なるため、互換性は無い。
2008年7月からデンマークでも認められたが、まだ一般的ではない。

### タイプF

#### CEE 7/4（ドイツのシュコー 16A/250V 接地極あり）

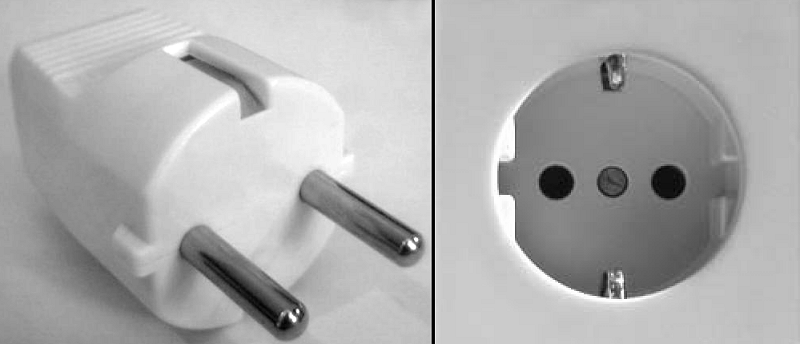
Schukoプラグとソケット

タイプFはCEE 7/4で規格が定められたプラグ。「シュコープラグ」と呼ばれることが多い。接地極が2本ある。電極に極性は付けられておらず、プラグを180度回してもコンセントに取り付けることができる。タイプFのコンセントにユーロプラグを差し込むことができる。最大で16Aを供給する。ドイツ、オーストリア、オランダ、ルクセンブルク、クロアチア、ハンガリー、ブルガリア、エストニア、ルーマニア、セルビア、スロベニア、ラトビア、ギリシャ、フィンランド、スウェーデン、ノルウェー、アイスランド、ロシア、スペイン、ポルトガル、トルコ、チリ、インドネシア、パキスタン、大韓民国で使われている。
「シュコ (Schuko)」は「保護された接続」を意味するドイツ語Schutzkontaktの略で、接地極があることから名付けられた。フィンランド、ノルウェー、スウェーデンでは子供のイタズラ防止用シャッターをつけることが義務付けられているが、シュコの標準規格ではこの決まりがない。

### タイプE/F複合

#### CEE 7/7（フランス/ドイツ 16 A/250 V 接地極あり）

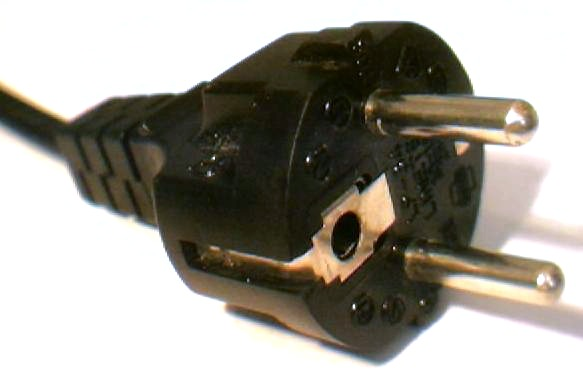
CEE 7/7プラグ

タイプEとFのどちらのコンセントでも使えるよう、CEE 7/7という規格のプラグが作られている。電極に極性があるタイプEで使う場合には、中性極と電圧側極を逆に接続できないよう工夫されている。電圧に極性が無いタイプFで使う場合には、180度回転して差し込むことができる。タイプFの規格に合わせて接地極はプラグの上下両方に付いている。このプラグは16Aまで耐える構造になっている。スペインやポルトガルでも使われている。

### タイプG

#### BS 1363（イギリス 13A/230 - 240V 50Hz 接地極、ヒューズあり）

内部構造。
1: ケーブル押さえ
2: 中性極
3: 接地極
4: 電圧側極
5: ヒューズ

（アイルランドのIS 401 & 411、マレーシアのMS 589、シンガポールのSS 145、サウジアラビアのSASO 2203が実質同一の規格）
英国規格 1363で定められた規格。使用国はイギリスの他、パキスタン、アイルランド、スリランカ、バーレーン、アラブ首長国連邦、カタール、イエメン、オマーン、ヨルダン、キプロス、マルタ、ジブラルタル、ボツワナ、ガーナ、香港、マカオ、ブルネイ、マレーシア、シンガポール、インドネシア、バングラデシュ、ケニア、ウガンダ、マラウイ、ナイジェリア、モーリシャス、イラク、クウェート、タンザニア、ザンビア、ジンバブエでも使われている。中米でかつてイギリス領だったベリーズ、ドミニカ国、セントルシア、セントビンセント・グレナディーン、グレナダでも使われている。サウジアラビアでも230V用電源として使われているが、NEMAの規格であるタイプA、Bの方が一般的である。
このプラグは「13アンペアプラグ」とも呼ばれ、板状の電極3枚が三角形に並んでいる。電圧側極と中性極は長さ18 mm (0.709 in)、間隔22 mm (0.866 in) である。電極の根元は絶縁になっているので、差し込みが不十分でも感電しにくい。接地極は電圧極よりも大きく、断面が約4 by 8 mm (0.157 by 0.315 in)、長さが23 mm (0.906 in) である。
プラグには電力ヒューズが内蔵されており、電圧側極に接続されている。ヒューズの目的は、コードに過電流が流れるのを防ぐためである。ヒューズは長さ1 in (25.40 mm) で、電流値3・5・13Aから選ぶ必要があり、13Aのヒューズを使う場合の電源コードは防炎仕様でなければならない。ヒューズの規格はBS 1362で決められている。壁埋め込みのコンセントは、中性極を左にするよう決められている。
イギリス配線法規 (BS 7671) では、家庭用のコンセントには電気プラグ以外のものが差し込めないような、いたずら防止シャッターを設置する必要がある。ほとんどのコンセントは、接地極のピンで押されてシャッターが開く構造になっている。中性極と電圧側極の形状が正しくないと開かないようになっているシャッターもある。接地極が不要のクラスIIのプラグにも、接地極の位置にプラスチック製のピンが付いており、シャッターを開けることができるようになっている。接地極に棒を差し込んで無理やりシャッターを開ければ、形状的にはタイプCのプラグをタイプGのコンセントに繋ぐことも可能であるが、危険な行為である。
タイプGのプラグは1946年から使われ始め、1947年にBS 1363の規格が定められた。

### タイプH

#### SI 32（イスラエル 16A/250V 接地極あり）

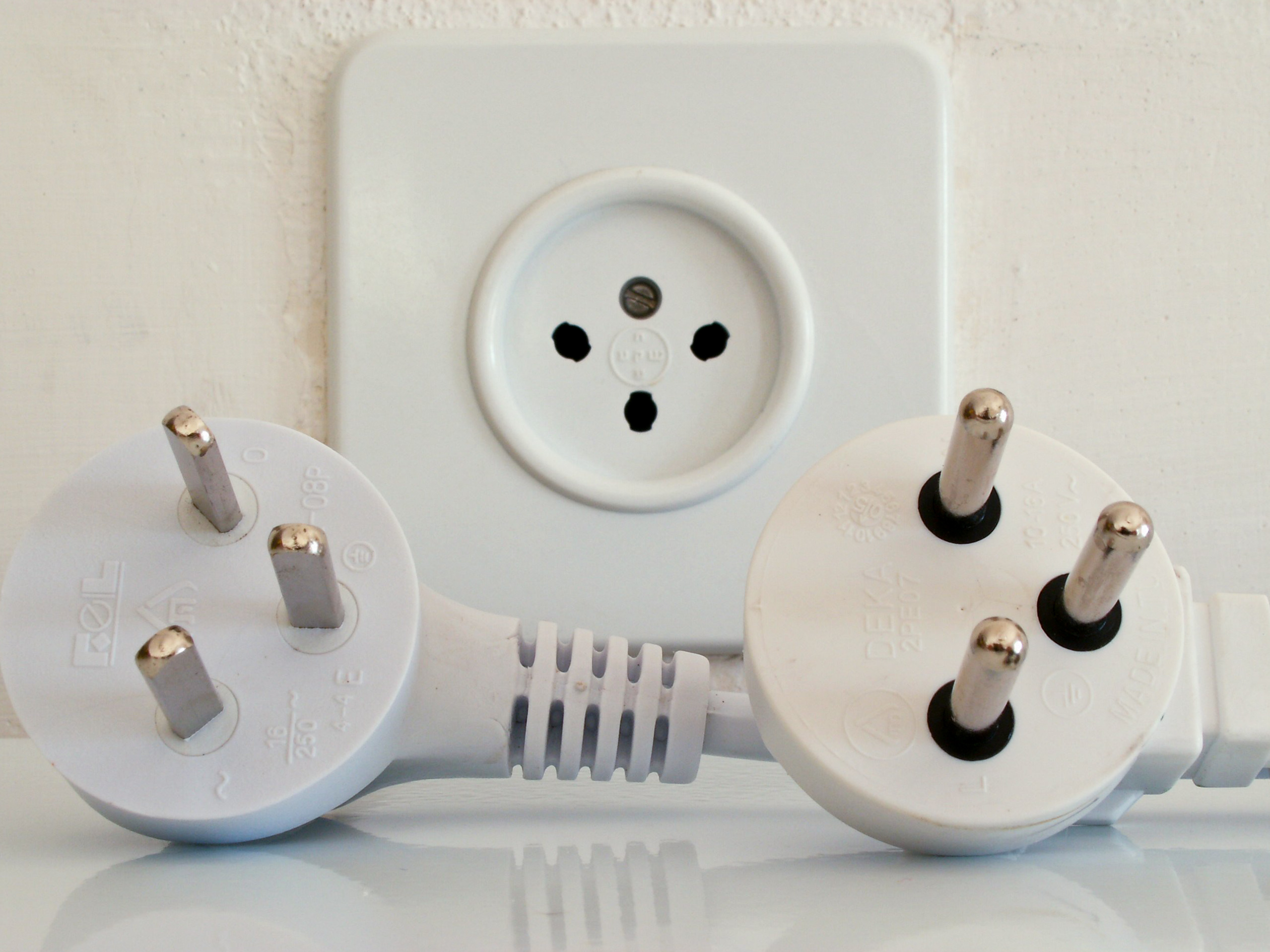
イスラエルで使われているコンセントとプラグ。左のプラグが古いタイプであり、右のプラグは1989年から使われ始めたもの。

このプラグはイスラエル独自の規格で、SI 32 (IS16A-R) で仕様が決められている。他のタイプとの互換性は無い。古いタイプのプラグは電極が3枚の平板であり、Y字型に並んでいる。電圧側極と中性極の間隔は19 mm (0.75 in) である。1989年に直径4 mm (0.157 in) の丸いピンに変更された。1989年以降のコンセントは、古いタイプ、新しいタイプ両方のプラグを差し込めるよう作られており、さらにはタイプCのプラグも差し込める。それ以前のコンセントは1970年代に使われ始めたもので、これにもタイプC（CEE 7/16ユーロプラグ）を差し込むことができる。2008年の時点で、タイプHしか差し込めないコンセントは非常に珍しくなっている。
タイプHはパレスチナ自治政府の支配するヨルダン川西岸地区およびガザ地区でも使われている。

#### タイ3ピンプラグ TIS166-2549 (2006)
タイ王国で標準の3ピンコンセント（後述）は、タイプA・B・C・Hのプラグを差し込むことができる。ただしピンの直径は4.8mmが想定されている。

### タイプI

#### AS/NZS 3112（オーストラリア 10A/240V）

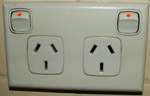
オーストララシアで使われているスイッチ付きのコンセント

オーストララシアと呼ばれる地域、オーストラリア、ニュージーランド、フィジー、パプアニューギニア、それに加えてアルゼンチンで使われている。電圧極がハの字に付いており、下側に接地極がある。電極は大きさ6.5 by 1.6 mm (0.256 by 0.063 in)、間隔13.7 mm (0.539 in) であり、鉛直方向から30度傾いている。オーストラリアやニュージーランドのコンセントには、安全のためにスイッチが付いている場合が多い。コンセントは必ず3つ穴だが、小型で2重絶縁されている機器のプラグは接地極が無い2股であることも多い。
AS/NZS 3112では10A・15A・20A・25A・32Aのプラグの形状が決められている。接地極の断面形状は、10Aと15Aは板型、25Aの接地極は逆L字型、32Aの接地極はU字型になっており、最大電流値の大きなコンセントに最大電流値が小さいプラグを差し込むことはできるが、最大電流値の小さなコンセントに最大電流値が大きなプラグを差し込むことはできないようになっている。
オーストラリアで標準のプラグ・コンセントは、1937年に仮採用され、1938年に正式化された規格C112が元になっており、1990年に今のAS 3112に変更された。2005年にピンの根元を絶縁した現在の規格AS/NZS 3112:2004が採用された。
オーストララシア地域の10アンペアのプラグの中には、背面にコンセントの穴が開いていて、別のプラグを差し込めるようになっているものもある。このプラグの正式名称は「ソケットアダプタープラグ」であるが、「ピギーバックプラグ」との俗名もある。このタイプのプラグは現在は使用禁止になっているが、元々機器に備え付けられていたものや、特例で認められたものは使用可能である。

#### CPCS-CCC（中国 10A/250V）

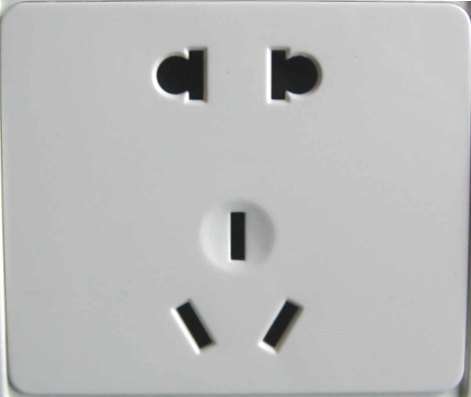
タイプA・CおよびIを全て接続可能な中国のコンセント。

中華人民共和国のプラグはオーストララシア地域のものよりピンが1 mm (0.039 in) 長いが、オーストララシア地域のプラグを中国のコンセントで使うことはできる。中国のプラグとコンセントの基準はGB 2099.1-1996とGB 1002-1996で定められている。プラグは10A・250Vまで使用可能なクラスIのものである。中国のコンセントはオーストラリアの標準とは上下が逆になっている。中国でも、日米で使われているタイプAのプラグとコンセントが一部で使われている。ただし、中国ではコンセントの形状に関わらず、電圧は全て220Vである。
なお、中国は世界貿易機関 (WTO) に加盟するにあたって、新たにCCC制度（中国強制製品認証制度）を導入し、認証を受けてCCCマークを表示したもの以外の輸入電化製品の使用を禁じている。

#### IRAM 2073（アルゼンチン 10A/250V）
アルゼンチンのプラグは接地極付きの10A、250Vまで使えるクラスIであり、その規格はアルゼンチン規格協会 (IRAM) により定められている。この規格はウルグアイでも使われている。外観上はオーストラリアや中国のものと似ているが、電圧側極と中性極の位置関係が逆になっているため、そのまま使用すると感電する危険性がある。

#### ブラジル
ブラジルでもタイプIのプラグがエアコン、食器乾燥機、オーブンのような高電流量の電気機器に使われている。現在は新しい規格IEC 60906-1に切り替えられている。

### タイプJ

#### SEV 1011（スイス 10A/250V）

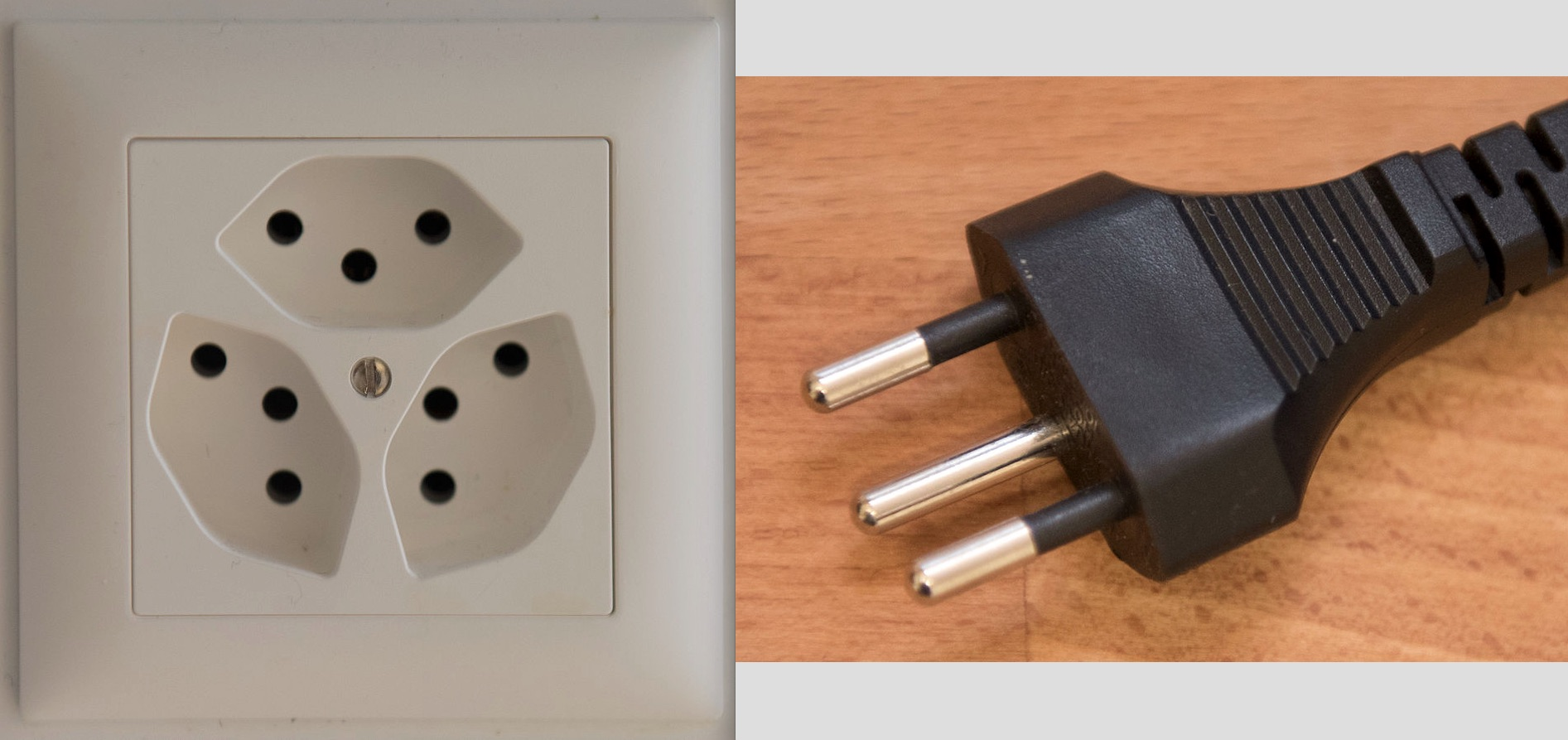
タイプJのプラグとカバー付きコンセント

タイプJはスイスで使われており、スイスはSEV 1011 (ASE1011/1959 SW10A-R) と呼ばれる独自の規格を採用している。このプラグはタイプCと似ているが、接地極が設けられている点が異なる。また、電圧ピンの根元が絶縁されていない。なお、スイスでは台所やバスルーム、洗濯機など、湿った環境に設置されているコンセントはプラグが引き抜けないよう固定されている。スイスのコンセントにはタイプJのプラグ以外に、ユーロプラグ (CEE 7/16) を差し込むことができる。

### タイプK

#### セクション107-2-D1（デンマーク 13A/250V 接地極あり）

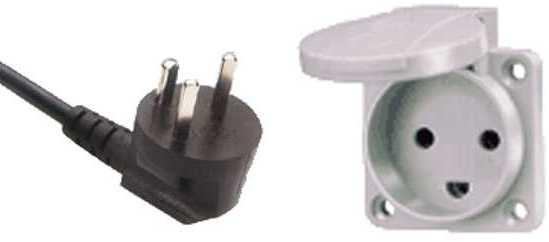
デンマークの107-2-D1規格のDK 2-1a型プラグと、円形の枠が付いたコンセント。

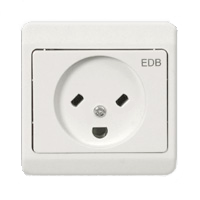
デンマークのコンピュータ機器用電源DK 2-5aの形。ピンが楕円をしている。

デンマークのプラグ形状は、デンマークプラグ装置規格セクション107-2-D1 (SRAF1962/DB 16/87 DN10A-R) に記載されている。アースピンの凹凸が逆である以外は、フランスなどで使われているタイプEのプラグと似ている。デンマークのコンセントにも子供の悪戯防止用シャッターの取り付けが義務付けられている。
デンマークのコンセントには、タイプC CEE 7/16ユーロプラグ、タイプE/F共用のCEE 7/17プラグを差し込むことができる。タイプFプラグ（CEE 7/4、シュコー）、タイプE/F共用のCEE 7/7、タイプEプラグを差し込むこともできるが、接地極が繋がらないため、別にアースを設ける必要がある。
デンマークの規格DK 2-5aのプラグは、サージプロテクタの付いたコンピュータなどに使われている。タイプKのコンセントに差し込むことができるが、逆にタイプKのプラグをこの規格のコンセントに差し込むことはできない。会社などでたまに使われることもあるが、家庭用としてはめったにない。また、左側のピンが長方形のタイプは、病院で生命維持装置などに使用されている。
昔は、デンマークのコンセントには個々のスイッチが付いているものが多かった。今日ではスイッチが無いコンセントも違法ではないが、通電中のプラグのピンに触れることが無いように、コンセントが凹んでいる（例えば右の写真のように外縁がある）ことが義務付けられている。
デンマークでは、1990年代初めに新しい電気設備には接地機構を付けることが義務化された。それ以前に作られた設備はしばらくはそのまま使うことができたが、2008年7月1日までに漏電遮断器（デンマーク規格のHFIまたはHPFI）で保護しなければいけないと決められた。一方、2008年7月1日からは、フランスで採用されているタイプEが壁面のコンセントとして使えるようになった。これにより、デンマークでコンセントを作っていたラウリッツ・クヌーセンの独占が無くなった。ドイツで主流のタイプFコンセントは認められていない。これは、タイプFのコンセントでは、デンマークの古いタイプのプラグが奥まで差し込めないためである。デンマークで使えるプラグ変換アダプターを選ぶには、タイプC（CEE 7/16 ユーロプラグ）かタイプE/F複合 (CEE 7/7) を選ぶ必要がある。

### タイプL

#### CEI 23-16/VII（イタリア 10A /250V and 16A/250V）

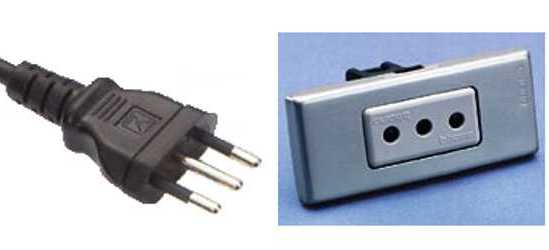
23-16/VIIプラグとコンセント

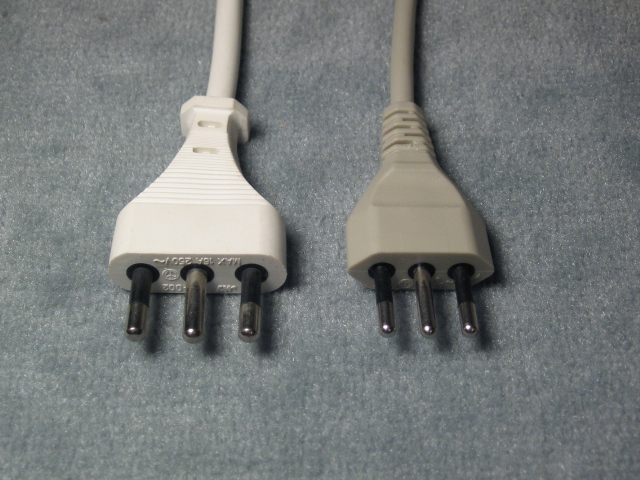
タイプLのプラグ。左が16アンペア用、右が10アンペア用。

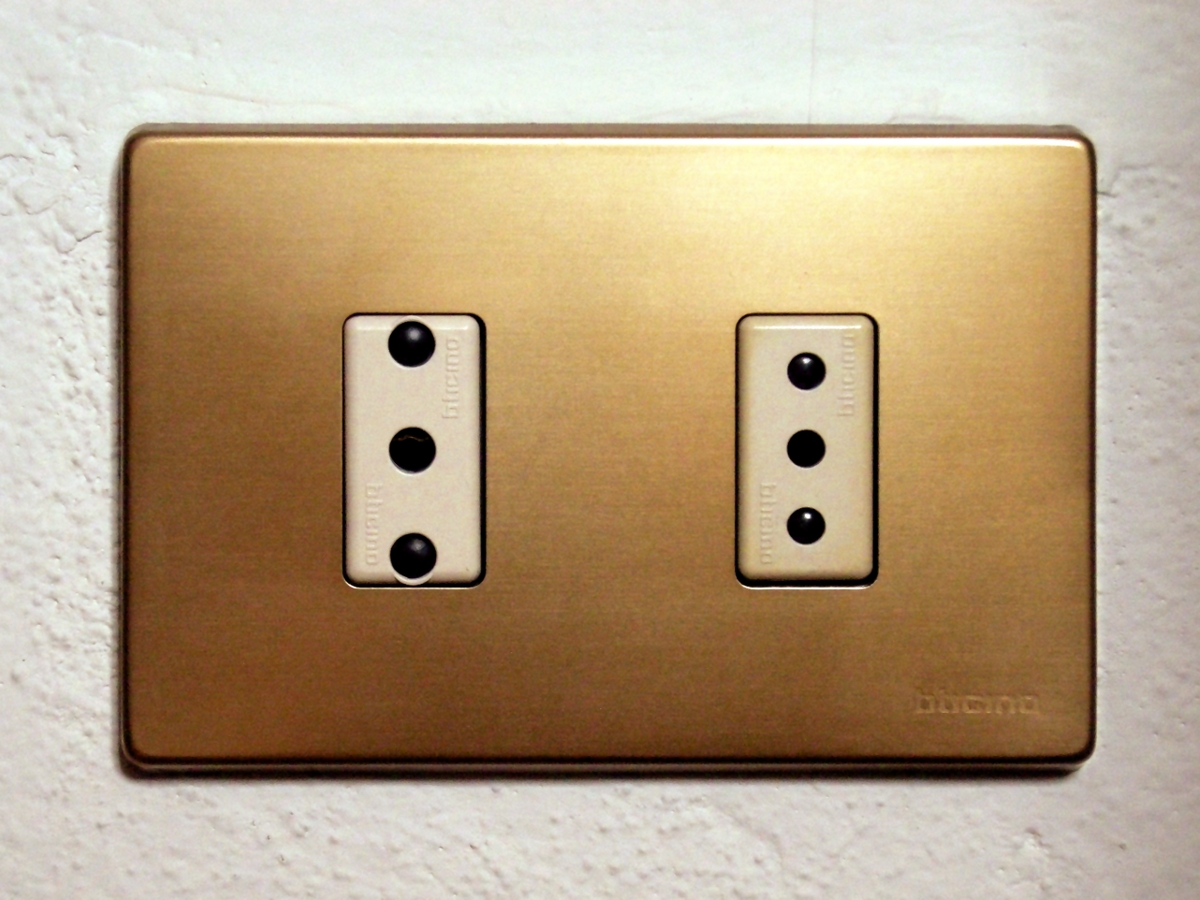
タイプLのコンセント。

イタリアで主流のプラグ。イタリアの規格CEI 23-16/VIIで決められており、接地極が付いている。10アンペア用と16アンペア用があり、サイズが異なる。左右対称であり、180度回してつけても電圧側極と中性極に接続される。
大きさが異なる2つのプラグが採用されているのには、歴史的な理由がある。イタリアでは20世紀後半まで、照明用の電力と動力用の電力が分かれており、それぞれの電気は料金も税額も異なっていた。そのため、両方の回線は電気線も電気メーターも分かれていた。両者は1974年の夏に統一されたが、その後も多くの家庭で電気メーターが複数ある状態が続いた。そのため、新しい規格CEI 23-16/VIIでも、2種類の形状が残ることとなった。古いタイプのコンセントには10Aか16Aのどちらか専用である場合も多く、異なるサイズのプラグを差し込むには変換アダプターが必要である。
イタリアでは、タイプC (CEE 7/16) の接地極無しのユーロプラグの形状も広く使われている。イタリアではCEI 23-5規格として定められており、最大電流値が小さく、2重の絶縁がなされていなければならない。
イタリアではタイプE/F複合 (CEE 7/7) の機器も売られているが、ピンサイズがイタリア標準よりもやや大きいため、コンセントによっては差し込めない場合もある。そのため、安価な変換アダプターもよく使われている。
イタリアの規格では、コンセントには子供の悪戯防止用シャッターの取り付けが義務付けられている。

#### CEI 23-16/VII（イタリア 10A/250V）
10アンペア型は、タイプC (CEE 7/16) の中央に接地極1本を足した形になっている。そのため、CEI 23-16-VII 10AコンセントにはタイプCのプラグを差し込むことが可能。ピンの直径は4 mm (0.157 in)、ピン間隔は5.5 mm (0.217 in)。

#### CEI 23-16/VII（イタリア 16A/250V）
16アンペア型は10アンペア型よりも大きい。ピンの直径は5 mm (0.197 in)、ピン間隔は8 mm (0.315 in)。ピンの長さは10アンペア型よりも7 mm (0.276 in) 長い。動力用によく使われることから、「工業用」と呼ばれることもある。

#### ツインゲージ・マルチタイプソケット

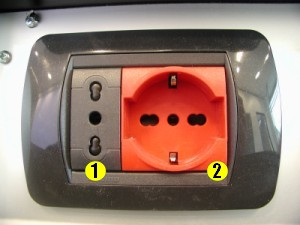
左が「bipasso」タイプ、右が「schuko」タイプ。

2つの形状のプラグを両方差し込めるプラグもあり、新型のコンセントではむしろこちらが主流である。単純なタイプは、小さなプラグ、大きなプラグの両方が差し込めるように、電極ピンを差し込む穴が8の字の形をしている。このデザインのコンセントは、タイプLのプラグ両方と、タイプCのプラグを差し込める。1975年、この形のコンセントをVIMAR社が特許取得し、Bpresaの名で売り出したが、他のメーカーもすぐに追従してpresa bipasso（ツインゲージ）の名で売り出した。

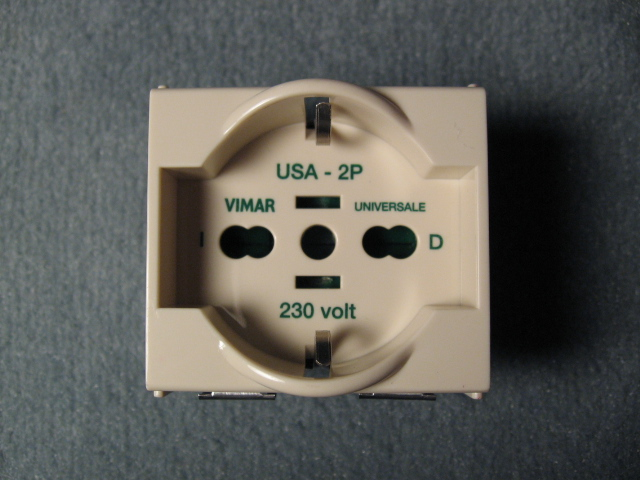
VIMAR社の「universale」ソケットは、タイプA・C・E・F・E/F複合・Lのコンセントを全て差し込める。ただしタイプEでは接地極が無効となる。

もう1つのタイプは、タイプFのコンセントと似ているが、中央に接地極用の穴が開いている。このコンセントには、タイプC・E/F複合・Lを差し込むことができる。差し込めるプラグの種類は多いものの、形状は大きく、さらには電極とコードの位置関係がL字になっている場合には差し込めない場合がある。
VIMAR社はさら複雑な形状のコンセントを「universale」（多目的）の名称で売り出しており、これには日米で使われているタイプA/Cのプラグを差し込むこともできる。

#### イタリア以外
タイプLの10アンペア型 (CEI 23-16/VII) のプラグはシリア、リビア、エチオピア、チリ、ウルグアイ、北アフリカの数か国、スペインの古い建物などでも使われている。

### タイプM

#### BS 546（南アフリカ 15A/250V）
南アフリカ共和国などではイギリスで昔使われていた15Aのコンセントがまだ使われており、これをタイプMと呼んだり、タイプDに含めることもある。

## 互換性
出典：
種類の異なるソケットとプラグの組み合わせでも接続して使用できるものがある。表に記載のない組み合わせは互換性なし。
|           | Aプラグ | Bプラグ |
| --------- | ------- | ------- |
| Aソケット | あり    | なし    |
| Bソケット | あり    | あり    |

|           | Cプラグ | Dプラグ | Eプラグ | Fプラグ | Hプラグ | Jプラグ | Kプラグ | Lプラグ |
| --------- | ------- | ------- | ------- | ------- | ------- | ------- | ------- | ------- |
| Cソケット | あり    | なし    | なし    | なし    | なし    | なし    | なし    | なし    |
| Dソケット | 部分的  | あり    | 部分的  | 部分的  | なし    | なし    | なし    | なし    |
| Eソケット | 部分的  | なし    | あり    | あり    | なし    | なし    | なし    | なし    |
| Fソケット | あり    | なし    | あり    | あり    | なし    | なし    | なし    | なし    |
| Hソケット | あり    | なし    | 部分的  | 部分的  | あり    | なし    | なし    | なし    |
| Jソケット | あり    | なし    | なし    | なし    | なし    | あり    | なし    | なし    |
| Kソケット | あり    | なし    | 部分的  | 部分的  | なし    | なし    | あり    | なし    |
| Lソケット | 部分的  | なし    | なし    | なし    | なし    | なし    | なし    | あり    |

## 電源コンセント以外のコンセント
コンセントには電源コンセント以外にも様々なものが存在し、そのうち多くはJIS C 8303の埋込コンセントとの互換性を備えている（光コンセントのような例外もある）。
電源コンセント以外のコンセントには例えば以下が存在する:
- USBコンセント - USB給電ポートを備える。Type-A端子のものとType-C端子のものがある。
- テレビコンセント（テレビターミナル） -  テレビのアンテナ端子に繋げる同軸ケーブルなどを繋ぐ壁面端子を備える。
- 電話線コンセント - 電話線のRJ-11プラグに繋げる壁面端子「モジュラージャック」などを備える（古い3ピンプラグ式もある）[25]。
- 情報コンセント - 建物内などの近場のネットワークに使われるLANケーブルのRJ-45プラグなどに繋げる壁面端子を備える[26]。
- HDMIコンセント[27] - 映像や音声の出力に使われるHDMIケーブルのプラグを接続する壁面端子を備える。
- 光コンセント - 光回線のインターネットなどに使われる光ファイバーを接続する壁面端子を備える。
- ガスコンセント[28]